# Тура
| Тура       | Тура      |
| ---------- | --------- |
| Чорна тура | Біла тура |

Тура́ (♖♜) — одна з шахових фігур, що формою нагадує башту. Також знана як вежа або за застарілою назвою фортеця. Кожен з гравців має дві такі фігури, які розташовані по кутах шахівниці: білі — a1, h1; чорні — a8, h8.

## Етимологія

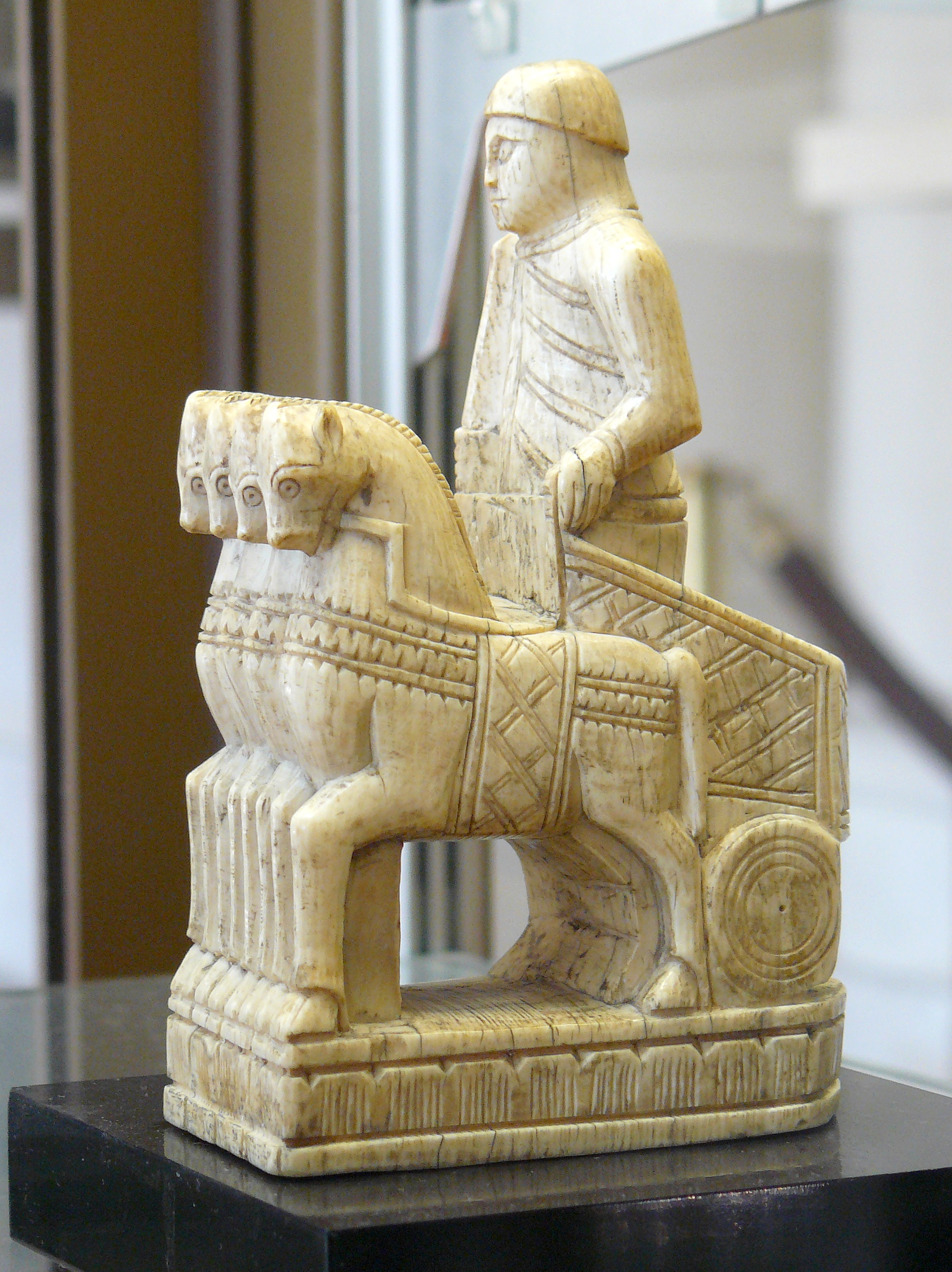
Приклад тури у вигляді колісниці.

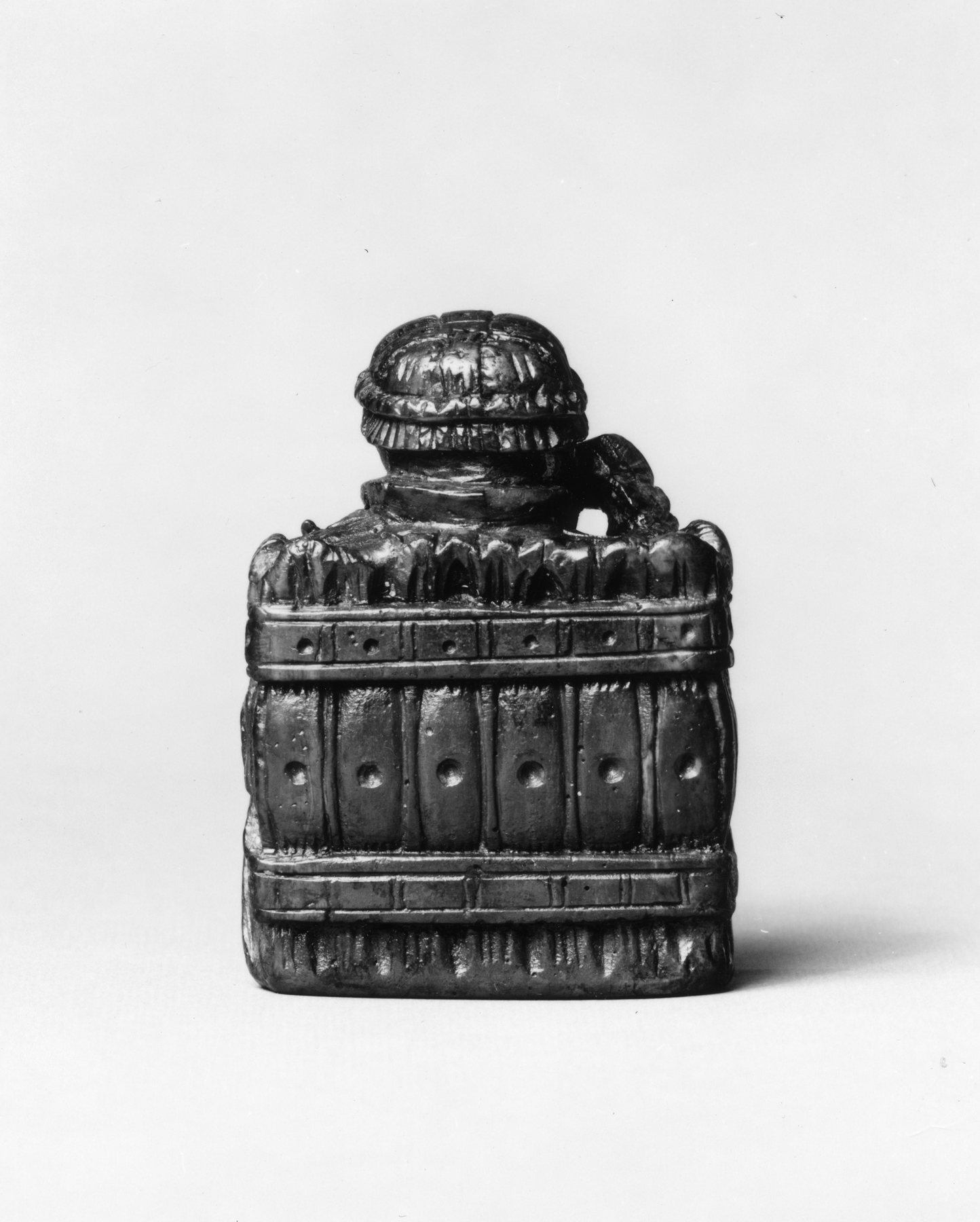
Скандинавська версія фігури.

Українська назва фігури «тура», імовірно, походить від фр. tour, досл. «башта», «вежа», що скоріше стосується вигляду самої фігури. Російське «ладья» походить від назви човнів-лодій. У тайських шахах тура також називається човном.
У чатуранзі і шатранджі фігура називалася «колісниця» (перс. رخ, рух, санскр. रथ).
Перські бойові колісниці були важко броньовані, зазвичай ними керував один погонич, разом з яким роз'їжджав хоча б один лучник. Бокові частини колісниці укріплювали у такий спосіб, що вони більше походили на мобільні укріплені будівлі, аніж транспортні засоби. Коли гру завезли до Італії, перс. رخ перетворилося на італійське rocca (що значить «фортеця», «укріплення»), до нього сходить і англійська назва rook.
Назви в різних мовах
- Бастіон (угор. bástya)
- Вежа (грец. πύργος, івр. צריח, цріях, ісп., італ. і порт. torre, латис. tornis, лит. bokštas, пол. wieża, угор. torony, чеськ. věž, фр. tour, нім. Turm)
- Гармата (азерб. top, болг. і серб. топ)
- За́мок (розм. англ. castle, араб. القَلْعَة, аль-кільа, тур. kale)
- Колісниця (груз. ეტლი, етлі, ест. vanker, кит.: 車, че, монг. тэрэг)
- Лодія (біл. ладдзя, рос. ладья)

## Хід
Тура може ходити на необмежену відстань горизонтально або вертикально, «з'їдаючи» на своєму шляху будь-яку фігуру. Тура також здатна виконати рокіровку із союзним королем.
|   | a | b | c | d | e | f | g | h |   |
| 8 | d8 білий кружок · g8 чорний кружок · d7 білий кружок · e7 білий пішак · f7 чорний кружок · g7 чорна тура · h7 чорний кружок · d6 білий кружок · g6 чорний кружок · d5 білий кружок · g5 чорний пішак · a4 білий кружок · b4 білий кружок · c4 білий кружок · d4 біла тура · e4 білий кружок · f4 білий кружок · g4 білий кружок · h4 білий кружок · d3 білий кружок · d2 білий кружок · d1 білий кружок | d8 білий кружок · g8 чорний кружок · d7 білий кружок · e7 білий пішак · f7 чорний кружок · g7 чорна тура · h7 чорний кружок · d6 білий кружок · g6 чорний кружок · d5 білий кружок · g5 чорний пішак · a4 білий кружок · b4 білий кружок · c4 білий кружок · d4 біла тура · e4 білий кружок · f4 білий кружок · g4 білий кружок · h4 білий кружок · d3 білий кружок · d2 білий кружок · d1 білий кружок | d8 білий кружок · g8 чорний кружок · d7 білий кружок · e7 білий пішак · f7 чорний кружок · g7 чорна тура · h7 чорний кружок · d6 білий кружок · g6 чорний кружок · d5 білий кружок · g5 чорний пішак · a4 білий кружок · b4 білий кружок · c4 білий кружок · d4 біла тура · e4 білий кружок · f4 білий кружок · g4 білий кружок · h4 білий кружок · d3 білий кружок · d2 білий кружок · d1 білий кружок | d8 білий кружок · g8 чорний кружок · d7 білий кружок · e7 білий пішак · f7 чорний кружок · g7 чорна тура · h7 чорний кружок · d6 білий кружок · g6 чорний кружок · d5 білий кружок · g5 чорний пішак · a4 білий кружок · b4 білий кружок · c4 білий кружок · d4 біла тура · e4 білий кружок · f4 білий кружок · g4 білий кружок · h4 білий кружок · d3 білий кружок · d2 білий кружок · d1 білий кружок | d8 білий кружок · g8 чорний кружок · d7 білий кружок · e7 білий пішак · f7 чорний кружок · g7 чорна тура · h7 чорний кружок · d6 білий кружок · g6 чорний кружок · d5 білий кружок · g5 чорний пішак · a4 білий кружок · b4 білий кружок · c4 білий кружок · d4 біла тура · e4 білий кружок · f4 білий кружок · g4 білий кружок · h4 білий кружок · d3 білий кружок · d2 білий кружок · d1 білий кружок | d8 білий кружок · g8 чорний кружок · d7 білий кружок · e7 білий пішак · f7 чорний кружок · g7 чорна тура · h7 чорний кружок · d6 білий кружок · g6 чорний кружок · d5 білий кружок · g5 чорний пішак · a4 білий кружок · b4 білий кружок · c4 білий кружок · d4 біла тура · e4 білий кружок · f4 білий кружок · g4 білий кружок · h4 білий кружок · d3 білий кружок · d2 білий кружок · d1 білий кружок | d8 білий кружок · g8 чорний кружок · d7 білий кружок · e7 білий пішак · f7 чорний кружок · g7 чорна тура · h7 чорний кружок · d6 білий кружок · g6 чорний кружок · d5 білий кружок · g5 чорний пішак · a4 білий кружок · b4 білий кружок · c4 білий кружок · d4 біла тура · e4 білий кружок · f4 білий кружок · g4 білий кружок · h4 білий кружок · d3 білий кружок · d2 білий кружок · d1 білий кружок | d8 білий кружок · g8 чорний кружок · d7 білий кружок · e7 білий пішак · f7 чорний кружок · g7 чорна тура · h7 чорний кружок · d6 білий кружок · g6 чорний кружок · d5 білий кружок · g5 чорний пішак · a4 білий кружок · b4 білий кружок · c4 білий кружок · d4 біла тура · e4 білий кружок · f4 білий кружок · g4 білий кружок · h4 білий кружок · d3 білий кружок · d2 білий кружок · d1 білий кружок | 8 |
| 7 | d8 білий кружок · g8 чорний кружок · d7 білий кружок · e7 білий пішак · f7 чорний кружок · g7 чорна тура · h7 чорний кружок · d6 білий кружок · g6 чорний кружок · d5 білий кружок · g5 чорний пішак · a4 білий кружок · b4 білий кружок · c4 білий кружок · d4 біла тура · e4 білий кружок · f4 білий кружок · g4 білий кружок · h4 білий кружок · d3 білий кружок · d2 білий кружок · d1 білий кружок | d8 білий кружок · g8 чорний кружок · d7 білий кружок · e7 білий пішак · f7 чорний кружок · g7 чорна тура · h7 чорний кружок · d6 білий кружок · g6 чорний кружок · d5 білий кружок · g5 чорний пішак · a4 білий кружок · b4 білий кружок · c4 білий кружок · d4 біла тура · e4 білий кружок · f4 білий кружок · g4 білий кружок · h4 білий кружок · d3 білий кружок · d2 білий кружок · d1 білий кружок | d8 білий кружок · g8 чорний кружок · d7 білий кружок · e7 білий пішак · f7 чорний кружок · g7 чорна тура · h7 чорний кружок · d6 білий кружок · g6 чорний кружок · d5 білий кружок · g5 чорний пішак · a4 білий кружок · b4 білий кружок · c4 білий кружок · d4 біла тура · e4 білий кружок · f4 білий кружок · g4 білий кружок · h4 білий кружок · d3 білий кружок · d2 білий кружок · d1 білий кружок | d8 білий кружок · g8 чорний кружок · d7 білий кружок · e7 білий пішак · f7 чорний кружок · g7 чорна тура · h7 чорний кружок · d6 білий кружок · g6 чорний кружок · d5 білий кружок · g5 чорний пішак · a4 білий кружок · b4 білий кружок · c4 білий кружок · d4 біла тура · e4 білий кружок · f4 білий кружок · g4 білий кружок · h4 білий кружок · d3 білий кружок · d2 білий кружок · d1 білий кружок | d8 білий кружок · g8 чорний кружок · d7 білий кружок · e7 білий пішак · f7 чорний кружок · g7 чорна тура · h7 чорний кружок · d6 білий кружок · g6 чорний кружок · d5 білий кружок · g5 чорний пішак · a4 білий кружок · b4 білий кружок · c4 білий кружок · d4 біла тура · e4 білий кружок · f4 білий кружок · g4 білий кружок · h4 білий кружок · d3 білий кружок · d2 білий кружок · d1 білий кружок | d8 білий кружок · g8 чорний кружок · d7 білий кружок · e7 білий пішак · f7 чорний кружок · g7 чорна тура · h7 чорний кружок · d6 білий кружок · g6 чорний кружок · d5 білий кружок · g5 чорний пішак · a4 білий кружок · b4 білий кружок · c4 білий кружок · d4 біла тура · e4 білий кружок · f4 білий кружок · g4 білий кружок · h4 білий кружок · d3 білий кружок · d2 білий кружок · d1 білий кружок | d8 білий кружок · g8 чорний кружок · d7 білий кружок · e7 білий пішак · f7 чорний кружок · g7 чорна тура · h7 чорний кружок · d6 білий кружок · g6 чорний кружок · d5 білий кружок · g5 чорний пішак · a4 білий кружок · b4 білий кружок · c4 білий кружок · d4 біла тура · e4 білий кружок · f4 білий кружок · g4 білий кружок · h4 білий кружок · d3 білий кружок · d2 білий кружок · d1 білий кружок | d8 білий кружок · g8 чорний кружок · d7 білий кружок · e7 білий пішак · f7 чорний кружок · g7 чорна тура · h7 чорний кружок · d6 білий кружок · g6 чорний кружок · d5 білий кружок · g5 чорний пішак · a4 білий кружок · b4 білий кружок · c4 білий кружок · d4 біла тура · e4 білий кружок · f4 білий кружок · g4 білий кружок · h4 білий кружок · d3 білий кружок · d2 білий кружок · d1 білий кружок | 7 |
| 6 | d8 білий кружок · g8 чорний кружок · d7 білий кружок · e7 білий пішак · f7 чорний кружок · g7 чорна тура · h7 чорний кружок · d6 білий кружок · g6 чорний кружок · d5 білий кружок · g5 чорний пішак · a4 білий кружок · b4 білий кружок · c4 білий кружок · d4 біла тура · e4 білий кружок · f4 білий кружок · g4 білий кружок · h4 білий кружок · d3 білий кружок · d2 білий кружок · d1 білий кружок | d8 білий кружок · g8 чорний кружок · d7 білий кружок · e7 білий пішак · f7 чорний кружок · g7 чорна тура · h7 чорний кружок · d6 білий кружок · g6 чорний кружок · d5 білий кружок · g5 чорний пішак · a4 білий кружок · b4 білий кружок · c4 білий кружок · d4 біла тура · e4 білий кружок · f4 білий кружок · g4 білий кружок · h4 білий кружок · d3 білий кружок · d2 білий кружок · d1 білий кружок | d8 білий кружок · g8 чорний кружок · d7 білий кружок · e7 білий пішак · f7 чорний кружок · g7 чорна тура · h7 чорний кружок · d6 білий кружок · g6 чорний кружок · d5 білий кружок · g5 чорний пішак · a4 білий кружок · b4 білий кружок · c4 білий кружок · d4 біла тура · e4 білий кружок · f4 білий кружок · g4 білий кружок · h4 білий кружок · d3 білий кружок · d2 білий кружок · d1 білий кружок | d8 білий кружок · g8 чорний кружок · d7 білий кружок · e7 білий пішак · f7 чорний кружок · g7 чорна тура · h7 чорний кружок · d6 білий кружок · g6 чорний кружок · d5 білий кружок · g5 чорний пішак · a4 білий кружок · b4 білий кружок · c4 білий кружок · d4 біла тура · e4 білий кружок · f4 білий кружок · g4 білий кружок · h4 білий кружок · d3 білий кружок · d2 білий кружок · d1 білий кружок | d8 білий кружок · g8 чорний кружок · d7 білий кружок · e7 білий пішак · f7 чорний кружок · g7 чорна тура · h7 чорний кружок · d6 білий кружок · g6 чорний кружок · d5 білий кружок · g5 чорний пішак · a4 білий кружок · b4 білий кружок · c4 білий кружок · d4 біла тура · e4 білий кружок · f4 білий кружок · g4 білий кружок · h4 білий кружок · d3 білий кружок · d2 білий кружок · d1 білий кружок | d8 білий кружок · g8 чорний кружок · d7 білий кружок · e7 білий пішак · f7 чорний кружок · g7 чорна тура · h7 чорний кружок · d6 білий кружок · g6 чорний кружок · d5 білий кружок · g5 чорний пішак · a4 білий кружок · b4 білий кружок · c4 білий кружок · d4 біла тура · e4 білий кружок · f4 білий кружок · g4 білий кружок · h4 білий кружок · d3 білий кружок · d2 білий кружок · d1 білий кружок | d8 білий кружок · g8 чорний кружок · d7 білий кружок · e7 білий пішак · f7 чорний кружок · g7 чорна тура · h7 чорний кружок · d6 білий кружок · g6 чорний кружок · d5 білий кружок · g5 чорний пішак · a4 білий кружок · b4 білий кружок · c4 білий кружок · d4 біла тура · e4 білий кружок · f4 білий кружок · g4 білий кружок · h4 білий кружок · d3 білий кружок · d2 білий кружок · d1 білий кружок | d8 білий кружок · g8 чорний кружок · d7 білий кружок · e7 білий пішак · f7 чорний кружок · g7 чорна тура · h7 чорний кружок · d6 білий кружок · g6 чорний кружок · d5 білий кружок · g5 чорний пішак · a4 білий кружок · b4 білий кружок · c4 білий кружок · d4 біла тура · e4 білий кружок · f4 білий кружок · g4 білий кружок · h4 білий кружок · d3 білий кружок · d2 білий кружок · d1 білий кружок | 6 |
| 5 | d8 білий кружок · g8 чорний кружок · d7 білий кружок · e7 білий пішак · f7 чорний кружок · g7 чорна тура · h7 чорний кружок · d6 білий кружок · g6 чорний кружок · d5 білий кружок · g5 чорний пішак · a4 білий кружок · b4 білий кружок · c4 білий кружок · d4 біла тура · e4 білий кружок · f4 білий кружок · g4 білий кружок · h4 білий кружок · d3 білий кружок · d2 білий кружок · d1 білий кружок | d8 білий кружок · g8 чорний кружок · d7 білий кружок · e7 білий пішак · f7 чорний кружок · g7 чорна тура · h7 чорний кружок · d6 білий кружок · g6 чорний кружок · d5 білий кружок · g5 чорний пішак · a4 білий кружок · b4 білий кружок · c4 білий кружок · d4 біла тура · e4 білий кружок · f4 білий кружок · g4 білий кружок · h4 білий кружок · d3 білий кружок · d2 білий кружок · d1 білий кружок | d8 білий кружок · g8 чорний кружок · d7 білий кружок · e7 білий пішак · f7 чорний кружок · g7 чорна тура · h7 чорний кружок · d6 білий кружок · g6 чорний кружок · d5 білий кружок · g5 чорний пішак · a4 білий кружок · b4 білий кружок · c4 білий кружок · d4 біла тура · e4 білий кружок · f4 білий кружок · g4 білий кружок · h4 білий кружок · d3 білий кружок · d2 білий кружок · d1 білий кружок | d8 білий кружок · g8 чорний кружок · d7 білий кружок · e7 білий пішак · f7 чорний кружок · g7 чорна тура · h7 чорний кружок · d6 білий кружок · g6 чорний кружок · d5 білий кружок · g5 чорний пішак · a4 білий кружок · b4 білий кружок · c4 білий кружок · d4 біла тура · e4 білий кружок · f4 білий кружок · g4 білий кружок · h4 білий кружок · d3 білий кружок · d2 білий кружок · d1 білий кружок | d8 білий кружок · g8 чорний кружок · d7 білий кружок · e7 білий пішак · f7 чорний кружок · g7 чорна тура · h7 чорний кружок · d6 білий кружок · g6 чорний кружок · d5 білий кружок · g5 чорний пішак · a4 білий кружок · b4 білий кружок · c4 білий кружок · d4 біла тура · e4 білий кружок · f4 білий кружок · g4 білий кружок · h4 білий кружок · d3 білий кружок · d2 білий кружок · d1 білий кружок | d8 білий кружок · g8 чорний кружок · d7 білий кружок · e7 білий пішак · f7 чорний кружок · g7 чорна тура · h7 чорний кружок · d6 білий кружок · g6 чорний кружок · d5 білий кружок · g5 чорний пішак · a4 білий кружок · b4 білий кружок · c4 білий кружок · d4 біла тура · e4 білий кружок · f4 білий кружок · g4 білий кружок · h4 білий кружок · d3 білий кружок · d2 білий кружок · d1 білий кружок | d8 білий кружок · g8 чорний кружок · d7 білий кружок · e7 білий пішак · f7 чорний кружок · g7 чорна тура · h7 чорний кружок · d6 білий кружок · g6 чорний кружок · d5 білий кружок · g5 чорний пішак · a4 білий кружок · b4 білий кружок · c4 білий кружок · d4 біла тура · e4 білий кружок · f4 білий кружок · g4 білий кружок · h4 білий кружок · d3 білий кружок · d2 білий кружок · d1 білий кружок | d8 білий кружок · g8 чорний кружок · d7 білий кружок · e7 білий пішак · f7 чорний кружок · g7 чорна тура · h7 чорний кружок · d6 білий кружок · g6 чорний кружок · d5 білий кружок · g5 чорний пішак · a4 білий кружок · b4 білий кружок · c4 білий кружок · d4 біла тура · e4 білий кружок · f4 білий кружок · g4 білий кружок · h4 білий кружок · d3 білий кружок · d2 білий кружок · d1 білий кружок | 5 |
| 4 | d8 білий кружок · g8 чорний кружок · d7 білий кружок · e7 білий пішак · f7 чорний кружок · g7 чорна тура · h7 чорний кружок · d6 білий кружок · g6 чорний кружок · d5 білий кружок · g5 чорний пішак · a4 білий кружок · b4 білий кружок · c4 білий кружок · d4 біла тура · e4 білий кружок · f4 білий кружок · g4 білий кружок · h4 білий кружок · d3 білий кружок · d2 білий кружок · d1 білий кружок | d8 білий кружок · g8 чорний кружок · d7 білий кружок · e7 білий пішак · f7 чорний кружок · g7 чорна тура · h7 чорний кружок · d6 білий кружок · g6 чорний кружок · d5 білий кружок · g5 чорний пішак · a4 білий кружок · b4 білий кружок · c4 білий кружок · d4 біла тура · e4 білий кружок · f4 білий кружок · g4 білий кружок · h4 білий кружок · d3 білий кружок · d2 білий кружок · d1 білий кружок | d8 білий кружок · g8 чорний кружок · d7 білий кружок · e7 білий пішак · f7 чорний кружок · g7 чорна тура · h7 чорний кружок · d6 білий кружок · g6 чорний кружок · d5 білий кружок · g5 чорний пішак · a4 білий кружок · b4 білий кружок · c4 білий кружок · d4 біла тура · e4 білий кружок · f4 білий кружок · g4 білий кружок · h4 білий кружок · d3 білий кружок · d2 білий кружок · d1 білий кружок | d8 білий кружок · g8 чорний кружок · d7 білий кружок · e7 білий пішак · f7 чорний кружок · g7 чорна тура · h7 чорний кружок · d6 білий кружок · g6 чорний кружок · d5 білий кружок · g5 чорний пішак · a4 білий кружок · b4 білий кружок · c4 білий кружок · d4 біла тура · e4 білий кружок · f4 білий кружок · g4 білий кружок · h4 білий кружок · d3 білий кружок · d2 білий кружок · d1 білий кружок | d8 білий кружок · g8 чорний кружок · d7 білий кружок · e7 білий пішак · f7 чорний кружок · g7 чорна тура · h7 чорний кружок · d6 білий кружок · g6 чорний кружок · d5 білий кружок · g5 чорний пішак · a4 білий кружок · b4 білий кружок · c4 білий кружок · d4 біла тура · e4 білий кружок · f4 білий кружок · g4 білий кружок · h4 білий кружок · d3 білий кружок · d2 білий кружок · d1 білий кружок | d8 білий кружок · g8 чорний кружок · d7 білий кружок · e7 білий пішак · f7 чорний кружок · g7 чорна тура · h7 чорний кружок · d6 білий кружок · g6 чорний кружок · d5 білий кружок · g5 чорний пішак · a4 білий кружок · b4 білий кружок · c4 білий кружок · d4 біла тура · e4 білий кружок · f4 білий кружок · g4 білий кружок · h4 білий кружок · d3 білий кружок · d2 білий кружок · d1 білий кружок | d8 білий кружок · g8 чорний кружок · d7 білий кружок · e7 білий пішак · f7 чорний кружок · g7 чорна тура · h7 чорний кружок · d6 білий кружок · g6 чорний кружок · d5 білий кружок · g5 чорний пішак · a4 білий кружок · b4 білий кружок · c4 білий кружок · d4 біла тура · e4 білий кружок · f4 білий кружок · g4 білий кружок · h4 білий кружок · d3 білий кружок · d2 білий кружок · d1 білий кружок | d8 білий кружок · g8 чорний кружок · d7 білий кружок · e7 білий пішак · f7 чорний кружок · g7 чорна тура · h7 чорний кружок · d6 білий кружок · g6 чорний кружок · d5 білий кружок · g5 чорний пішак · a4 білий кружок · b4 білий кружок · c4 білий кружок · d4 біла тура · e4 білий кружок · f4 білий кружок · g4 білий кружок · h4 білий кружок · d3 білий кружок · d2 білий кружок · d1 білий кружок | 4 |
| 3 | d8 білий кружок · g8 чорний кружок · d7 білий кружок · e7 білий пішак · f7 чорний кружок · g7 чорна тура · h7 чорний кружок · d6 білий кружок · g6 чорний кружок · d5 білий кружок · g5 чорний пішак · a4 білий кружок · b4 білий кружок · c4 білий кружок · d4 біла тура · e4 білий кружок · f4 білий кружок · g4 білий кружок · h4 білий кружок · d3 білий кружок · d2 білий кружок · d1 білий кружок | d8 білий кружок · g8 чорний кружок · d7 білий кружок · e7 білий пішак · f7 чорний кружок · g7 чорна тура · h7 чорний кружок · d6 білий кружок · g6 чорний кружок · d5 білий кружок · g5 чорний пішак · a4 білий кружок · b4 білий кружок · c4 білий кружок · d4 біла тура · e4 білий кружок · f4 білий кружок · g4 білий кружок · h4 білий кружок · d3 білий кружок · d2 білий кружок · d1 білий кружок | d8 білий кружок · g8 чорний кружок · d7 білий кружок · e7 білий пішак · f7 чорний кружок · g7 чорна тура · h7 чорний кружок · d6 білий кружок · g6 чорний кружок · d5 білий кружок · g5 чорний пішак · a4 білий кружок · b4 білий кружок · c4 білий кружок · d4 біла тура · e4 білий кружок · f4 білий кружок · g4 білий кружок · h4 білий кружок · d3 білий кружок · d2 білий кружок · d1 білий кружок | d8 білий кружок · g8 чорний кружок · d7 білий кружок · e7 білий пішак · f7 чорний кружок · g7 чорна тура · h7 чорний кружок · d6 білий кружок · g6 чорний кружок · d5 білий кружок · g5 чорний пішак · a4 білий кружок · b4 білий кружок · c4 білий кружок · d4 біла тура · e4 білий кружок · f4 білий кружок · g4 білий кружок · h4 білий кружок · d3 білий кружок · d2 білий кружок · d1 білий кружок | d8 білий кружок · g8 чорний кружок · d7 білий кружок · e7 білий пішак · f7 чорний кружок · g7 чорна тура · h7 чорний кружок · d6 білий кружок · g6 чорний кружок · d5 білий кружок · g5 чорний пішак · a4 білий кружок · b4 білий кружок · c4 білий кружок · d4 біла тура · e4 білий кружок · f4 білий кружок · g4 білий кружок · h4 білий кружок · d3 білий кружок · d2 білий кружок · d1 білий кружок | d8 білий кружок · g8 чорний кружок · d7 білий кружок · e7 білий пішак · f7 чорний кружок · g7 чорна тура · h7 чорний кружок · d6 білий кружок · g6 чорний кружок · d5 білий кружок · g5 чорний пішак · a4 білий кружок · b4 білий кружок · c4 білий кружок · d4 біла тура · e4 білий кружок · f4 білий кружок · g4 білий кружок · h4 білий кружок · d3 білий кружок · d2 білий кружок · d1 білий кружок | d8 білий кружок · g8 чорний кружок · d7 білий кружок · e7 білий пішак · f7 чорний кружок · g7 чорна тура · h7 чорний кружок · d6 білий кружок · g6 чорний кружок · d5 білий кружок · g5 чорний пішак · a4 білий кружок · b4 білий кружок · c4 білий кружок · d4 біла тура · e4 білий кружок · f4 білий кружок · g4 білий кружок · h4 білий кружок · d3 білий кружок · d2 білий кружок · d1 білий кружок | d8 білий кружок · g8 чорний кружок · d7 білий кружок · e7 білий пішак · f7 чорний кружок · g7 чорна тура · h7 чорний кружок · d6 білий кружок · g6 чорний кружок · d5 білий кружок · g5 чорний пішак · a4 білий кружок · b4 білий кружок · c4 білий кружок · d4 біла тура · e4 білий кружок · f4 білий кружок · g4 білий кружок · h4 білий кружок · d3 білий кружок · d2 білий кружок · d1 білий кружок | 3 |
| 2 | d8 білий кружок · g8 чорний кружок · d7 білий кружок · e7 білий пішак · f7 чорний кружок · g7 чорна тура · h7 чорний кружок · d6 білий кружок · g6 чорний кружок · d5 білий кружок · g5 чорний пішак · a4 білий кружок · b4 білий кружок · c4 білий кружок · d4 біла тура · e4 білий кружок · f4 білий кружок · g4 білий кружок · h4 білий кружок · d3 білий кружок · d2 білий кружок · d1 білий кружок | d8 білий кружок · g8 чорний кружок · d7 білий кружок · e7 білий пішак · f7 чорний кружок · g7 чорна тура · h7 чорний кружок · d6 білий кружок · g6 чорний кружок · d5 білий кружок · g5 чорний пішак · a4 білий кружок · b4 білий кружок · c4 білий кружок · d4 біла тура · e4 білий кружок · f4 білий кружок · g4 білий кружок · h4 білий кружок · d3 білий кружок · d2 білий кружок · d1 білий кружок | d8 білий кружок · g8 чорний кружок · d7 білий кружок · e7 білий пішак · f7 чорний кружок · g7 чорна тура · h7 чорний кружок · d6 білий кружок · g6 чорний кружок · d5 білий кружок · g5 чорний пішак · a4 білий кружок · b4 білий кружок · c4 білий кружок · d4 біла тура · e4 білий кружок · f4 білий кружок · g4 білий кружок · h4 білий кружок · d3 білий кружок · d2 білий кружок · d1 білий кружок | d8 білий кружок · g8 чорний кружок · d7 білий кружок · e7 білий пішак · f7 чорний кружок · g7 чорна тура · h7 чорний кружок · d6 білий кружок · g6 чорний кружок · d5 білий кружок · g5 чорний пішак · a4 білий кружок · b4 білий кружок · c4 білий кружок · d4 біла тура · e4 білий кружок · f4 білий кружок · g4 білий кружок · h4 білий кружок · d3 білий кружок · d2 білий кружок · d1 білий кружок | d8 білий кружок · g8 чорний кружок · d7 білий кружок · e7 білий пішак · f7 чорний кружок · g7 чорна тура · h7 чорний кружок · d6 білий кружок · g6 чорний кружок · d5 білий кружок · g5 чорний пішак · a4 білий кружок · b4 білий кружок · c4 білий кружок · d4 біла тура · e4 білий кружок · f4 білий кружок · g4 білий кружок · h4 білий кружок · d3 білий кружок · d2 білий кружок · d1 білий кружок | d8 білий кружок · g8 чорний кружок · d7 білий кружок · e7 білий пішак · f7 чорний кружок · g7 чорна тура · h7 чорний кружок · d6 білий кружок · g6 чорний кружок · d5 білий кружок · g5 чорний пішак · a4 білий кружок · b4 білий кружок · c4 білий кружок · d4 біла тура · e4 білий кружок · f4 білий кружок · g4 білий кружок · h4 білий кружок · d3 білий кружок · d2 білий кружок · d1 білий кружок | d8 білий кружок · g8 чорний кружок · d7 білий кружок · e7 білий пішак · f7 чорний кружок · g7 чорна тура · h7 чорний кружок · d6 білий кружок · g6 чорний кружок · d5 білий кружок · g5 чорний пішак · a4 білий кружок · b4 білий кружок · c4 білий кружок · d4 біла тура · e4 білий кружок · f4 білий кружок · g4 білий кружок · h4 білий кружок · d3 білий кружок · d2 білий кружок · d1 білий кружок | d8 білий кружок · g8 чорний кружок · d7 білий кружок · e7 білий пішак · f7 чорний кружок · g7 чорна тура · h7 чорний кружок · d6 білий кружок · g6 чорний кружок · d5 білий кружок · g5 чорний пішак · a4 білий кружок · b4 білий кружок · c4 білий кружок · d4 біла тура · e4 білий кружок · f4 білий кружок · g4 білий кружок · h4 білий кружок · d3 білий кружок · d2 білий кружок · d1 білий кружок | 2 |
| 1 | d8 білий кружок · g8 чорний кружок · d7 білий кружок · e7 білий пішак · f7 чорний кружок · g7 чорна тура · h7 чорний кружок · d6 білий кружок · g6 чорний кружок · d5 білий кружок · g5 чорний пішак · a4 білий кружок · b4 білий кружок · c4 білий кружок · d4 біла тура · e4 білий кружок · f4 білий кружок · g4 білий кружок · h4 білий кружок · d3 білий кружок · d2 білий кружок · d1 білий кружок | d8 білий кружок · g8 чорний кружок · d7 білий кружок · e7 білий пішак · f7 чорний кружок · g7 чорна тура · h7 чорний кружок · d6 білий кружок · g6 чорний кружок · d5 білий кружок · g5 чорний пішак · a4 білий кружок · b4 білий кружок · c4 білий кружок · d4 біла тура · e4 білий кружок · f4 білий кружок · g4 білий кружок · h4 білий кружок · d3 білий кружок · d2 білий кружок · d1 білий кружок | d8 білий кружок · g8 чорний кружок · d7 білий кружок · e7 білий пішак · f7 чорний кружок · g7 чорна тура · h7 чорний кружок · d6 білий кружок · g6 чорний кружок · d5 білий кружок · g5 чорний пішак · a4 білий кружок · b4 білий кружок · c4 білий кружок · d4 біла тура · e4 білий кружок · f4 білий кружок · g4 білий кружок · h4 білий кружок · d3 білий кружок · d2 білий кружок · d1 білий кружок | d8 білий кружок · g8 чорний кружок · d7 білий кружок · e7 білий пішак · f7 чорний кружок · g7 чорна тура · h7 чорний кружок · d6 білий кружок · g6 чорний кружок · d5 білий кружок · g5 чорний пішак · a4 білий кружок · b4 білий кружок · c4 білий кружок · d4 біла тура · e4 білий кружок · f4 білий кружок · g4 білий кружок · h4 білий кружок · d3 білий кружок · d2 білий кружок · d1 білий кружок | d8 білий кружок · g8 чорний кружок · d7 білий кружок · e7 білий пішак · f7 чорний кружок · g7 чорна тура · h7 чорний кружок · d6 білий кружок · g6 чорний кружок · d5 білий кружок · g5 чорний пішак · a4 білий кружок · b4 білий кружок · c4 білий кружок · d4 біла тура · e4 білий кружок · f4 білий кружок · g4 білий кружок · h4 білий кружок · d3 білий кружок · d2 білий кружок · d1 білий кружок | d8 білий кружок · g8 чорний кружок · d7 білий кружок · e7 білий пішак · f7 чорний кружок · g7 чорна тура · h7 чорний кружок · d6 білий кружок · g6 чорний кружок · d5 білий кружок · g5 чорний пішак · a4 білий кружок · b4 білий кружок · c4 білий кружок · d4 біла тура · e4 білий кружок · f4 білий кружок · g4 білий кружок · h4 білий кружок · d3 білий кружок · d2 білий кружок · d1 білий кружок | d8 білий кружок · g8 чорний кружок · d7 білий кружок · e7 білий пішак · f7 чорний кружок · g7 чорна тура · h7 чорний кружок · d6 білий кружок · g6 чорний кружок · d5 білий кружок · g5 чорний пішак · a4 білий кружок · b4 білий кружок · c4 білий кружок · d4 біла тура · e4 білий кружок · f4 білий кружок · g4 білий кружок · h4 білий кружок · d3 білий кружок · d2 білий кружок · d1 білий кружок | d8 білий кружок · g8 чорний кружок · d7 білий кружок · e7 білий пішак · f7 чорний кружок · g7 чорна тура · h7 чорний кружок · d6 білий кружок · g6 чорний кружок · d5 білий кружок · g5 чорний пішак · a4 білий кружок · b4 білий кружок · c4 білий кружок · d4 біла тура · e4 білий кружок · f4 білий кружок · g4 білий кружок · h4 білий кружок · d3 білий кружок · d2 білий кружок · d1 білий кружок | 1 |
|   | a | b | c | d | e | f | g | h |   |

|   | a | b | c | d | e | f | g | h |   |
| 8 | a1 біла тура · c1 чорний хрестик · d1 білий кружок · e1 білий король · f1 білий кружок · g1 чорний хрестик · h1 біла тура | a1 біла тура · c1 чорний хрестик · d1 білий кружок · e1 білий король · f1 білий кружок · g1 чорний хрестик · h1 біла тура | a1 біла тура · c1 чорний хрестик · d1 білий кружок · e1 білий король · f1 білий кружок · g1 чорний хрестик · h1 біла тура | a1 біла тура · c1 чорний хрестик · d1 білий кружок · e1 білий король · f1 білий кружок · g1 чорний хрестик · h1 біла тура | a1 біла тура · c1 чорний хрестик · d1 білий кружок · e1 білий король · f1 білий кружок · g1 чорний хрестик · h1 біла тура | a1 біла тура · c1 чорний хрестик · d1 білий кружок · e1 білий король · f1 білий кружок · g1 чорний хрестик · h1 біла тура | a1 біла тура · c1 чорний хрестик · d1 білий кружок · e1 білий король · f1 білий кружок · g1 чорний хрестик · h1 біла тура | a1 біла тура · c1 чорний хрестик · d1 білий кружок · e1 білий король · f1 білий кружок · g1 чорний хрестик · h1 біла тура | 8 |
| 7 | a1 біла тура · c1 чорний хрестик · d1 білий кружок · e1 білий король · f1 білий кружок · g1 чорний хрестик · h1 біла тура | a1 біла тура · c1 чорний хрестик · d1 білий кружок · e1 білий король · f1 білий кружок · g1 чорний хрестик · h1 біла тура | a1 біла тура · c1 чорний хрестик · d1 білий кружок · e1 білий король · f1 білий кружок · g1 чорний хрестик · h1 біла тура | a1 біла тура · c1 чорний хрестик · d1 білий кружок · e1 білий король · f1 білий кружок · g1 чорний хрестик · h1 біла тура | a1 біла тура · c1 чорний хрестик · d1 білий кружок · e1 білий король · f1 білий кружок · g1 чорний хрестик · h1 біла тура | a1 біла тура · c1 чорний хрестик · d1 білий кружок · e1 білий король · f1 білий кружок · g1 чорний хрестик · h1 біла тура | a1 біла тура · c1 чорний хрестик · d1 білий кружок · e1 білий король · f1 білий кружок · g1 чорний хрестик · h1 біла тура | a1 біла тура · c1 чорний хрестик · d1 білий кружок · e1 білий король · f1 білий кружок · g1 чорний хрестик · h1 біла тура | 7 |
| 6 | a1 біла тура · c1 чорний хрестик · d1 білий кружок · e1 білий король · f1 білий кружок · g1 чорний хрестик · h1 біла тура | a1 біла тура · c1 чорний хрестик · d1 білий кружок · e1 білий король · f1 білий кружок · g1 чорний хрестик · h1 біла тура | a1 біла тура · c1 чорний хрестик · d1 білий кружок · e1 білий король · f1 білий кружок · g1 чорний хрестик · h1 біла тура | a1 біла тура · c1 чорний хрестик · d1 білий кружок · e1 білий король · f1 білий кружок · g1 чорний хрестик · h1 біла тура | a1 біла тура · c1 чорний хрестик · d1 білий кружок · e1 білий король · f1 білий кружок · g1 чорний хрестик · h1 біла тура | a1 біла тура · c1 чорний хрестик · d1 білий кружок · e1 білий король · f1 білий кружок · g1 чорний хрестик · h1 біла тура | a1 біла тура · c1 чорний хрестик · d1 білий кружок · e1 білий король · f1 білий кружок · g1 чорний хрестик · h1 біла тура | a1 біла тура · c1 чорний хрестик · d1 білий кружок · e1 білий король · f1 білий кружок · g1 чорний хрестик · h1 біла тура | 6 |
| 5 | a1 біла тура · c1 чорний хрестик · d1 білий кружок · e1 білий король · f1 білий кружок · g1 чорний хрестик · h1 біла тура | a1 біла тура · c1 чорний хрестик · d1 білий кружок · e1 білий король · f1 білий кружок · g1 чорний хрестик · h1 біла тура | a1 біла тура · c1 чорний хрестик · d1 білий кружок · e1 білий король · f1 білий кружок · g1 чорний хрестик · h1 біла тура | a1 біла тура · c1 чорний хрестик · d1 білий кружок · e1 білий король · f1 білий кружок · g1 чорний хрестик · h1 біла тура | a1 біла тура · c1 чорний хрестик · d1 білий кружок · e1 білий король · f1 білий кружок · g1 чорний хрестик · h1 біла тура | a1 біла тура · c1 чорний хрестик · d1 білий кружок · e1 білий король · f1 білий кружок · g1 чорний хрестик · h1 біла тура | a1 біла тура · c1 чорний хрестик · d1 білий кружок · e1 білий король · f1 білий кружок · g1 чорний хрестик · h1 біла тура | a1 біла тура · c1 чорний хрестик · d1 білий кружок · e1 білий король · f1 білий кружок · g1 чорний хрестик · h1 біла тура | 5 |
| 4 | a1 біла тура · c1 чорний хрестик · d1 білий кружок · e1 білий король · f1 білий кружок · g1 чорний хрестик · h1 біла тура | a1 біла тура · c1 чорний хрестик · d1 білий кружок · e1 білий король · f1 білий кружок · g1 чорний хрестик · h1 біла тура | a1 біла тура · c1 чорний хрестик · d1 білий кружок · e1 білий король · f1 білий кружок · g1 чорний хрестик · h1 біла тура | a1 біла тура · c1 чорний хрестик · d1 білий кружок · e1 білий король · f1 білий кружок · g1 чорний хрестик · h1 біла тура | a1 біла тура · c1 чорний хрестик · d1 білий кружок · e1 білий король · f1 білий кружок · g1 чорний хрестик · h1 біла тура | a1 біла тура · c1 чорний хрестик · d1 білий кружок · e1 білий король · f1 білий кружок · g1 чорний хрестик · h1 біла тура | a1 біла тура · c1 чорний хрестик · d1 білий кружок · e1 білий король · f1 білий кружок · g1 чорний хрестик · h1 біла тура | a1 біла тура · c1 чорний хрестик · d1 білий кружок · e1 білий король · f1 білий кружок · g1 чорний хрестик · h1 біла тура | 4 |
| 3 | a1 біла тура · c1 чорний хрестик · d1 білий кружок · e1 білий король · f1 білий кружок · g1 чорний хрестик · h1 біла тура | a1 біла тура · c1 чорний хрестик · d1 білий кружок · e1 білий король · f1 білий кружок · g1 чорний хрестик · h1 біла тура | a1 біла тура · c1 чорний хрестик · d1 білий кружок · e1 білий король · f1 білий кружок · g1 чорний хрестик · h1 біла тура | a1 біла тура · c1 чорний хрестик · d1 білий кружок · e1 білий король · f1 білий кружок · g1 чорний хрестик · h1 біла тура | a1 біла тура · c1 чорний хрестик · d1 білий кружок · e1 білий король · f1 білий кружок · g1 чорний хрестик · h1 біла тура | a1 біла тура · c1 чорний хрестик · d1 білий кружок · e1 білий король · f1 білий кружок · g1 чорний хрестик · h1 біла тура | a1 біла тура · c1 чорний хрестик · d1 білий кружок · e1 білий король · f1 білий кружок · g1 чорний хрестик · h1 біла тура | a1 біла тура · c1 чорний хрестик · d1 білий кружок · e1 білий король · f1 білий кружок · g1 чорний хрестик · h1 біла тура | 3 |
| 2 | a1 біла тура · c1 чорний хрестик · d1 білий кружок · e1 білий король · f1 білий кружок · g1 чорний хрестик · h1 біла тура | a1 біла тура · c1 чорний хрестик · d1 білий кружок · e1 білий король · f1 білий кружок · g1 чорний хрестик · h1 біла тура | a1 біла тура · c1 чорний хрестик · d1 білий кружок · e1 білий король · f1 білий кружок · g1 чорний хрестик · h1 біла тура | a1 біла тура · c1 чорний хрестик · d1 білий кружок · e1 білий король · f1 білий кружок · g1 чорний хрестик · h1 біла тура | a1 біла тура · c1 чорний хрестик · d1 білий кружок · e1 білий король · f1 білий кружок · g1 чорний хрестик · h1 біла тура | a1 біла тура · c1 чорний хрестик · d1 білий кружок · e1 білий король · f1 білий кружок · g1 чорний хрестик · h1 біла тура | a1 біла тура · c1 чорний хрестик · d1 білий кружок · e1 білий король · f1 білий кружок · g1 чорний хрестик · h1 біла тура | a1 біла тура · c1 чорний хрестик · d1 білий кружок · e1 білий король · f1 білий кружок · g1 чорний хрестик · h1 біла тура | 2 |
| 1 | a1 біла тура · c1 чорний хрестик · d1 білий кружок · e1 білий король · f1 білий кружок · g1 чорний хрестик · h1 біла тура | a1 біла тура · c1 чорний хрестик · d1 білий кружок · e1 білий король · f1 білий кружок · g1 чорний хрестик · h1 біла тура | a1 біла тура · c1 чорний хрестик · d1 білий кружок · e1 білий король · f1 білий кружок · g1 чорний хрестик · h1 біла тура | a1 біла тура · c1 чорний хрестик · d1 білий кружок · e1 білий король · f1 білий кружок · g1 чорний хрестик · h1 біла тура | a1 біла тура · c1 чорний хрестик · d1 білий кружок · e1 білий король · f1 білий кружок · g1 чорний хрестик · h1 біла тура | a1 біла тура · c1 чорний хрестик · d1 білий кружок · e1 білий король · f1 білий кружок · g1 чорний хрестик · h1 біла тура | a1 біла тура · c1 чорний хрестик · d1 білий кружок · e1 білий король · f1 білий кружок · g1 чорний хрестик · h1 біла тура | a1 біла тура · c1 чорний хрестик · d1 білий кружок · e1 білий король · f1 білий кружок · g1 чорний хрестик · h1 біла тура | 1 |
|   | a | b | c | d | e | f | g | h |   |

## Стратегія
|   | a | b | c | d | e | f | g | h |   |
| 8 | a8 чорна тура · b8 чорний кінь · c8 чорний слон · d8 чорний ферзь · e8 чорний король · f8 чорний слон · g8 чорний кінь · h8 чорна тура · a7 чорний пішак · b7 чорний пішак · c7 чорний пішак · d7 чорний пішак · e7 чорний пішак · f7 чорний пішак · g7 чорний пішак · h7 чорний пішак · h4 білий пішак · h3 білий кружок · a2 білий пішак · b2 білий пішак · c2 білий пішак · d2 білий пішак · e2 білий пішак · f2 білий пішак · g2 білий пішак · h2 білий кружок · a1 біла тура · b1 білий кінь · c1 білий слон · d1 білий ферзь · e1 білий король · f1 білий слон · g1 білий кінь · h1 біла тура | a8 чорна тура · b8 чорний кінь · c8 чорний слон · d8 чорний ферзь · e8 чорний король · f8 чорний слон · g8 чорний кінь · h8 чорна тура · a7 чорний пішак · b7 чорний пішак · c7 чорний пішак · d7 чорний пішак · e7 чорний пішак · f7 чорний пішак · g7 чорний пішак · h7 чорний пішак · h4 білий пішак · h3 білий кружок · a2 білий пішак · b2 білий пішак · c2 білий пішак · d2 білий пішак · e2 білий пішак · f2 білий пішак · g2 білий пішак · h2 білий кружок · a1 біла тура · b1 білий кінь · c1 білий слон · d1 білий ферзь · e1 білий король · f1 білий слон · g1 білий кінь · h1 біла тура | a8 чорна тура · b8 чорний кінь · c8 чорний слон · d8 чорний ферзь · e8 чорний король · f8 чорний слон · g8 чорний кінь · h8 чорна тура · a7 чорний пішак · b7 чорний пішак · c7 чорний пішак · d7 чорний пішак · e7 чорний пішак · f7 чорний пішак · g7 чорний пішак · h7 чорний пішак · h4 білий пішак · h3 білий кружок · a2 білий пішак · b2 білий пішак · c2 білий пішак · d2 білий пішак · e2 білий пішак · f2 білий пішак · g2 білий пішак · h2 білий кружок · a1 біла тура · b1 білий кінь · c1 білий слон · d1 білий ферзь · e1 білий король · f1 білий слон · g1 білий кінь · h1 біла тура | a8 чорна тура · b8 чорний кінь · c8 чорний слон · d8 чорний ферзь · e8 чорний король · f8 чорний слон · g8 чорний кінь · h8 чорна тура · a7 чорний пішак · b7 чорний пішак · c7 чорний пішак · d7 чорний пішак · e7 чорний пішак · f7 чорний пішак · g7 чорний пішак · h7 чорний пішак · h4 білий пішак · h3 білий кружок · a2 білий пішак · b2 білий пішак · c2 білий пішак · d2 білий пішак · e2 білий пішак · f2 білий пішак · g2 білий пішак · h2 білий кружок · a1 біла тура · b1 білий кінь · c1 білий слон · d1 білий ферзь · e1 білий король · f1 білий слон · g1 білий кінь · h1 біла тура | a8 чорна тура · b8 чорний кінь · c8 чорний слон · d8 чорний ферзь · e8 чорний король · f8 чорний слон · g8 чорний кінь · h8 чорна тура · a7 чорний пішак · b7 чорний пішак · c7 чорний пішак · d7 чорний пішак · e7 чорний пішак · f7 чорний пішак · g7 чорний пішак · h7 чорний пішак · h4 білий пішак · h3 білий кружок · a2 білий пішак · b2 білий пішак · c2 білий пішак · d2 білий пішак · e2 білий пішак · f2 білий пішак · g2 білий пішак · h2 білий кружок · a1 біла тура · b1 білий кінь · c1 білий слон · d1 білий ферзь · e1 білий король · f1 білий слон · g1 білий кінь · h1 біла тура | a8 чорна тура · b8 чорний кінь · c8 чорний слон · d8 чорний ферзь · e8 чорний король · f8 чорний слон · g8 чорний кінь · h8 чорна тура · a7 чорний пішак · b7 чорний пішак · c7 чорний пішак · d7 чорний пішак · e7 чорний пішак · f7 чорний пішак · g7 чорний пішак · h7 чорний пішак · h4 білий пішак · h3 білий кружок · a2 білий пішак · b2 білий пішак · c2 білий пішак · d2 білий пішак · e2 білий пішак · f2 білий пішак · g2 білий пішак · h2 білий кружок · a1 біла тура · b1 білий кінь · c1 білий слон · d1 білий ферзь · e1 білий король · f1 білий слон · g1 білий кінь · h1 біла тура | a8 чорна тура · b8 чорний кінь · c8 чорний слон · d8 чорний ферзь · e8 чорний король · f8 чорний слон · g8 чорний кінь · h8 чорна тура · a7 чорний пішак · b7 чорний пішак · c7 чорний пішак · d7 чорний пішак · e7 чорний пішак · f7 чорний пішак · g7 чорний пішак · h7 чорний пішак · h4 білий пішак · h3 білий кружок · a2 білий пішак · b2 білий пішак · c2 білий пішак · d2 білий пішак · e2 білий пішак · f2 білий пішак · g2 білий пішак · h2 білий кружок · a1 біла тура · b1 білий кінь · c1 білий слон · d1 білий ферзь · e1 білий король · f1 білий слон · g1 білий кінь · h1 біла тура | a8 чорна тура · b8 чорний кінь · c8 чорний слон · d8 чорний ферзь · e8 чорний король · f8 чорний слон · g8 чорний кінь · h8 чорна тура · a7 чорний пішак · b7 чорний пішак · c7 чорний пішак · d7 чорний пішак · e7 чорний пішак · f7 чорний пішак · g7 чорний пішак · h7 чорний пішак · h4 білий пішак · h3 білий кружок · a2 білий пішак · b2 білий пішак · c2 білий пішак · d2 білий пішак · e2 білий пішак · f2 білий пішак · g2 білий пішак · h2 білий кружок · a1 біла тура · b1 білий кінь · c1 білий слон · d1 білий ферзь · e1 білий король · f1 білий слон · g1 білий кінь · h1 біла тура | 8 |
| 7 | a8 чорна тура · b8 чорний кінь · c8 чорний слон · d8 чорний ферзь · e8 чорний король · f8 чорний слон · g8 чорний кінь · h8 чорна тура · a7 чорний пішак · b7 чорний пішак · c7 чорний пішак · d7 чорний пішак · e7 чорний пішак · f7 чорний пішак · g7 чорний пішак · h7 чорний пішак · h4 білий пішак · h3 білий кружок · a2 білий пішак · b2 білий пішак · c2 білий пішак · d2 білий пішак · e2 білий пішак · f2 білий пішак · g2 білий пішак · h2 білий кружок · a1 біла тура · b1 білий кінь · c1 білий слон · d1 білий ферзь · e1 білий король · f1 білий слон · g1 білий кінь · h1 біла тура | a8 чорна тура · b8 чорний кінь · c8 чорний слон · d8 чорний ферзь · e8 чорний король · f8 чорний слон · g8 чорний кінь · h8 чорна тура · a7 чорний пішак · b7 чорний пішак · c7 чорний пішак · d7 чорний пішак · e7 чорний пішак · f7 чорний пішак · g7 чорний пішак · h7 чорний пішак · h4 білий пішак · h3 білий кружок · a2 білий пішак · b2 білий пішак · c2 білий пішак · d2 білий пішак · e2 білий пішак · f2 білий пішак · g2 білий пішак · h2 білий кружок · a1 біла тура · b1 білий кінь · c1 білий слон · d1 білий ферзь · e1 білий король · f1 білий слон · g1 білий кінь · h1 біла тура | a8 чорна тура · b8 чорний кінь · c8 чорний слон · d8 чорний ферзь · e8 чорний король · f8 чорний слон · g8 чорний кінь · h8 чорна тура · a7 чорний пішак · b7 чорний пішак · c7 чорний пішак · d7 чорний пішак · e7 чорний пішак · f7 чорний пішак · g7 чорний пішак · h7 чорний пішак · h4 білий пішак · h3 білий кружок · a2 білий пішак · b2 білий пішак · c2 білий пішак · d2 білий пішак · e2 білий пішак · f2 білий пішак · g2 білий пішак · h2 білий кружок · a1 біла тура · b1 білий кінь · c1 білий слон · d1 білий ферзь · e1 білий король · f1 білий слон · g1 білий кінь · h1 біла тура | a8 чорна тура · b8 чорний кінь · c8 чорний слон · d8 чорний ферзь · e8 чорний король · f8 чорний слон · g8 чорний кінь · h8 чорна тура · a7 чорний пішак · b7 чорний пішак · c7 чорний пішак · d7 чорний пішак · e7 чорний пішак · f7 чорний пішак · g7 чорний пішак · h7 чорний пішак · h4 білий пішак · h3 білий кружок · a2 білий пішак · b2 білий пішак · c2 білий пішак · d2 білий пішак · e2 білий пішак · f2 білий пішак · g2 білий пішак · h2 білий кружок · a1 біла тура · b1 білий кінь · c1 білий слон · d1 білий ферзь · e1 білий король · f1 білий слон · g1 білий кінь · h1 біла тура | a8 чорна тура · b8 чорний кінь · c8 чорний слон · d8 чорний ферзь · e8 чорний король · f8 чорний слон · g8 чорний кінь · h8 чорна тура · a7 чорний пішак · b7 чорний пішак · c7 чорний пішак · d7 чорний пішак · e7 чорний пішак · f7 чорний пішак · g7 чорний пішак · h7 чорний пішак · h4 білий пішак · h3 білий кружок · a2 білий пішак · b2 білий пішак · c2 білий пішак · d2 білий пішак · e2 білий пішак · f2 білий пішак · g2 білий пішак · h2 білий кружок · a1 біла тура · b1 білий кінь · c1 білий слон · d1 білий ферзь · e1 білий король · f1 білий слон · g1 білий кінь · h1 біла тура | a8 чорна тура · b8 чорний кінь · c8 чорний слон · d8 чорний ферзь · e8 чорний король · f8 чорний слон · g8 чорний кінь · h8 чорна тура · a7 чорний пішак · b7 чорний пішак · c7 чорний пішак · d7 чорний пішак · e7 чорний пішак · f7 чорний пішак · g7 чорний пішак · h7 чорний пішак · h4 білий пішак · h3 білий кружок · a2 білий пішак · b2 білий пішак · c2 білий пішак · d2 білий пішак · e2 білий пішак · f2 білий пішак · g2 білий пішак · h2 білий кружок · a1 біла тура · b1 білий кінь · c1 білий слон · d1 білий ферзь · e1 білий король · f1 білий слон · g1 білий кінь · h1 біла тура | a8 чорна тура · b8 чорний кінь · c8 чорний слон · d8 чорний ферзь · e8 чорний король · f8 чорний слон · g8 чорний кінь · h8 чорна тура · a7 чорний пішак · b7 чорний пішак · c7 чорний пішак · d7 чорний пішак · e7 чорний пішак · f7 чорний пішак · g7 чорний пішак · h7 чорний пішак · h4 білий пішак · h3 білий кружок · a2 білий пішак · b2 білий пішак · c2 білий пішак · d2 білий пішак · e2 білий пішак · f2 білий пішак · g2 білий пішак · h2 білий кружок · a1 біла тура · b1 білий кінь · c1 білий слон · d1 білий ферзь · e1 білий король · f1 білий слон · g1 білий кінь · h1 біла тура | a8 чорна тура · b8 чорний кінь · c8 чорний слон · d8 чорний ферзь · e8 чорний король · f8 чорний слон · g8 чорний кінь · h8 чорна тура · a7 чорний пішак · b7 чорний пішак · c7 чорний пішак · d7 чорний пішак · e7 чорний пішак · f7 чорний пішак · g7 чорний пішак · h7 чорний пішак · h4 білий пішак · h3 білий кружок · a2 білий пішак · b2 білий пішак · c2 білий пішак · d2 білий пішак · e2 білий пішак · f2 білий пішак · g2 білий пішак · h2 білий кружок · a1 біла тура · b1 білий кінь · c1 білий слон · d1 білий ферзь · e1 білий король · f1 білий слон · g1 білий кінь · h1 біла тура | 7 |
| 6 | a8 чорна тура · b8 чорний кінь · c8 чорний слон · d8 чорний ферзь · e8 чорний король · f8 чорний слон · g8 чорний кінь · h8 чорна тура · a7 чорний пішак · b7 чорний пішак · c7 чорний пішак · d7 чорний пішак · e7 чорний пішак · f7 чорний пішак · g7 чорний пішак · h7 чорний пішак · h4 білий пішак · h3 білий кружок · a2 білий пішак · b2 білий пішак · c2 білий пішак · d2 білий пішак · e2 білий пішак · f2 білий пішак · g2 білий пішак · h2 білий кружок · a1 біла тура · b1 білий кінь · c1 білий слон · d1 білий ферзь · e1 білий король · f1 білий слон · g1 білий кінь · h1 біла тура | a8 чорна тура · b8 чорний кінь · c8 чорний слон · d8 чорний ферзь · e8 чорний король · f8 чорний слон · g8 чорний кінь · h8 чорна тура · a7 чорний пішак · b7 чорний пішак · c7 чорний пішак · d7 чорний пішак · e7 чорний пішак · f7 чорний пішак · g7 чорний пішак · h7 чорний пішак · h4 білий пішак · h3 білий кружок · a2 білий пішак · b2 білий пішак · c2 білий пішак · d2 білий пішак · e2 білий пішак · f2 білий пішак · g2 білий пішак · h2 білий кружок · a1 біла тура · b1 білий кінь · c1 білий слон · d1 білий ферзь · e1 білий король · f1 білий слон · g1 білий кінь · h1 біла тура | a8 чорна тура · b8 чорний кінь · c8 чорний слон · d8 чорний ферзь · e8 чорний король · f8 чорний слон · g8 чорний кінь · h8 чорна тура · a7 чорний пішак · b7 чорний пішак · c7 чорний пішак · d7 чорний пішак · e7 чорний пішак · f7 чорний пішак · g7 чорний пішак · h7 чорний пішак · h4 білий пішак · h3 білий кружок · a2 білий пішак · b2 білий пішак · c2 білий пішак · d2 білий пішак · e2 білий пішак · f2 білий пішак · g2 білий пішак · h2 білий кружок · a1 біла тура · b1 білий кінь · c1 білий слон · d1 білий ферзь · e1 білий король · f1 білий слон · g1 білий кінь · h1 біла тура | a8 чорна тура · b8 чорний кінь · c8 чорний слон · d8 чорний ферзь · e8 чорний король · f8 чорний слон · g8 чорний кінь · h8 чорна тура · a7 чорний пішак · b7 чорний пішак · c7 чорний пішак · d7 чорний пішак · e7 чорний пішак · f7 чорний пішак · g7 чорний пішак · h7 чорний пішак · h4 білий пішак · h3 білий кружок · a2 білий пішак · b2 білий пішак · c2 білий пішак · d2 білий пішак · e2 білий пішак · f2 білий пішак · g2 білий пішак · h2 білий кружок · a1 біла тура · b1 білий кінь · c1 білий слон · d1 білий ферзь · e1 білий король · f1 білий слон · g1 білий кінь · h1 біла тура | a8 чорна тура · b8 чорний кінь · c8 чорний слон · d8 чорний ферзь · e8 чорний король · f8 чорний слон · g8 чорний кінь · h8 чорна тура · a7 чорний пішак · b7 чорний пішак · c7 чорний пішак · d7 чорний пішак · e7 чорний пішак · f7 чорний пішак · g7 чорний пішак · h7 чорний пішак · h4 білий пішак · h3 білий кружок · a2 білий пішак · b2 білий пішак · c2 білий пішак · d2 білий пішак · e2 білий пішак · f2 білий пішак · g2 білий пішак · h2 білий кружок · a1 біла тура · b1 білий кінь · c1 білий слон · d1 білий ферзь · e1 білий король · f1 білий слон · g1 білий кінь · h1 біла тура | a8 чорна тура · b8 чорний кінь · c8 чорний слон · d8 чорний ферзь · e8 чорний король · f8 чорний слон · g8 чорний кінь · h8 чорна тура · a7 чорний пішак · b7 чорний пішак · c7 чорний пішак · d7 чорний пішак · e7 чорний пішак · f7 чорний пішак · g7 чорний пішак · h7 чорний пішак · h4 білий пішак · h3 білий кружок · a2 білий пішак · b2 білий пішак · c2 білий пішак · d2 білий пішак · e2 білий пішак · f2 білий пішак · g2 білий пішак · h2 білий кружок · a1 біла тура · b1 білий кінь · c1 білий слон · d1 білий ферзь · e1 білий король · f1 білий слон · g1 білий кінь · h1 біла тура | a8 чорна тура · b8 чорний кінь · c8 чорний слон · d8 чорний ферзь · e8 чорний король · f8 чорний слон · g8 чорний кінь · h8 чорна тура · a7 чорний пішак · b7 чорний пішак · c7 чорний пішак · d7 чорний пішак · e7 чорний пішак · f7 чорний пішак · g7 чорний пішак · h7 чорний пішак · h4 білий пішак · h3 білий кружок · a2 білий пішак · b2 білий пішак · c2 білий пішак · d2 білий пішак · e2 білий пішак · f2 білий пішак · g2 білий пішак · h2 білий кружок · a1 біла тура · b1 білий кінь · c1 білий слон · d1 білий ферзь · e1 білий король · f1 білий слон · g1 білий кінь · h1 біла тура | a8 чорна тура · b8 чорний кінь · c8 чорний слон · d8 чорний ферзь · e8 чорний король · f8 чорний слон · g8 чорний кінь · h8 чорна тура · a7 чорний пішак · b7 чорний пішак · c7 чорний пішак · d7 чорний пішак · e7 чорний пішак · f7 чорний пішак · g7 чорний пішак · h7 чорний пішак · h4 білий пішак · h3 білий кружок · a2 білий пішак · b2 білий пішак · c2 білий пішак · d2 білий пішак · e2 білий пішак · f2 білий пішак · g2 білий пішак · h2 білий кружок · a1 біла тура · b1 білий кінь · c1 білий слон · d1 білий ферзь · e1 білий король · f1 білий слон · g1 білий кінь · h1 біла тура | 6 |
| 5 | a8 чорна тура · b8 чорний кінь · c8 чорний слон · d8 чорний ферзь · e8 чорний король · f8 чорний слон · g8 чорний кінь · h8 чорна тура · a7 чорний пішак · b7 чорний пішак · c7 чорний пішак · d7 чорний пішак · e7 чорний пішак · f7 чорний пішак · g7 чорний пішак · h7 чорний пішак · h4 білий пішак · h3 білий кружок · a2 білий пішак · b2 білий пішак · c2 білий пішак · d2 білий пішак · e2 білий пішак · f2 білий пішак · g2 білий пішак · h2 білий кружок · a1 біла тура · b1 білий кінь · c1 білий слон · d1 білий ферзь · e1 білий король · f1 білий слон · g1 білий кінь · h1 біла тура | a8 чорна тура · b8 чорний кінь · c8 чорний слон · d8 чорний ферзь · e8 чорний король · f8 чорний слон · g8 чорний кінь · h8 чорна тура · a7 чорний пішак · b7 чорний пішак · c7 чорний пішак · d7 чорний пішак · e7 чорний пішак · f7 чорний пішак · g7 чорний пішак · h7 чорний пішак · h4 білий пішак · h3 білий кружок · a2 білий пішак · b2 білий пішак · c2 білий пішак · d2 білий пішак · e2 білий пішак · f2 білий пішак · g2 білий пішак · h2 білий кружок · a1 біла тура · b1 білий кінь · c1 білий слон · d1 білий ферзь · e1 білий король · f1 білий слон · g1 білий кінь · h1 біла тура | a8 чорна тура · b8 чорний кінь · c8 чорний слон · d8 чорний ферзь · e8 чорний король · f8 чорний слон · g8 чорний кінь · h8 чорна тура · a7 чорний пішак · b7 чорний пішак · c7 чорний пішак · d7 чорний пішак · e7 чорний пішак · f7 чорний пішак · g7 чорний пішак · h7 чорний пішак · h4 білий пішак · h3 білий кружок · a2 білий пішак · b2 білий пішак · c2 білий пішак · d2 білий пішак · e2 білий пішак · f2 білий пішак · g2 білий пішак · h2 білий кружок · a1 біла тура · b1 білий кінь · c1 білий слон · d1 білий ферзь · e1 білий король · f1 білий слон · g1 білий кінь · h1 біла тура | a8 чорна тура · b8 чорний кінь · c8 чорний слон · d8 чорний ферзь · e8 чорний король · f8 чорний слон · g8 чорний кінь · h8 чорна тура · a7 чорний пішак · b7 чорний пішак · c7 чорний пішак · d7 чорний пішак · e7 чорний пішак · f7 чорний пішак · g7 чорний пішак · h7 чорний пішак · h4 білий пішак · h3 білий кружок · a2 білий пішак · b2 білий пішак · c2 білий пішак · d2 білий пішак · e2 білий пішак · f2 білий пішак · g2 білий пішак · h2 білий кружок · a1 біла тура · b1 білий кінь · c1 білий слон · d1 білий ферзь · e1 білий король · f1 білий слон · g1 білий кінь · h1 біла тура | a8 чорна тура · b8 чорний кінь · c8 чорний слон · d8 чорний ферзь · e8 чорний король · f8 чорний слон · g8 чорний кінь · h8 чорна тура · a7 чорний пішак · b7 чорний пішак · c7 чорний пішак · d7 чорний пішак · e7 чорний пішак · f7 чорний пішак · g7 чорний пішак · h7 чорний пішак · h4 білий пішак · h3 білий кружок · a2 білий пішак · b2 білий пішак · c2 білий пішак · d2 білий пішак · e2 білий пішак · f2 білий пішак · g2 білий пішак · h2 білий кружок · a1 біла тура · b1 білий кінь · c1 білий слон · d1 білий ферзь · e1 білий король · f1 білий слон · g1 білий кінь · h1 біла тура | a8 чорна тура · b8 чорний кінь · c8 чорний слон · d8 чорний ферзь · e8 чорний король · f8 чорний слон · g8 чорний кінь · h8 чорна тура · a7 чорний пішак · b7 чорний пішак · c7 чорний пішак · d7 чорний пішак · e7 чорний пішак · f7 чорний пішак · g7 чорний пішак · h7 чорний пішак · h4 білий пішак · h3 білий кружок · a2 білий пішак · b2 білий пішак · c2 білий пішак · d2 білий пішак · e2 білий пішак · f2 білий пішак · g2 білий пішак · h2 білий кружок · a1 біла тура · b1 білий кінь · c1 білий слон · d1 білий ферзь · e1 білий король · f1 білий слон · g1 білий кінь · h1 біла тура | a8 чорна тура · b8 чорний кінь · c8 чорний слон · d8 чорний ферзь · e8 чорний король · f8 чорний слон · g8 чорний кінь · h8 чорна тура · a7 чорний пішак · b7 чорний пішак · c7 чорний пішак · d7 чорний пішак · e7 чорний пішак · f7 чорний пішак · g7 чорний пішак · h7 чорний пішак · h4 білий пішак · h3 білий кружок · a2 білий пішак · b2 білий пішак · c2 білий пішак · d2 білий пішак · e2 білий пішак · f2 білий пішак · g2 білий пішак · h2 білий кружок · a1 біла тура · b1 білий кінь · c1 білий слон · d1 білий ферзь · e1 білий король · f1 білий слон · g1 білий кінь · h1 біла тура | a8 чорна тура · b8 чорний кінь · c8 чорний слон · d8 чорний ферзь · e8 чорний король · f8 чорний слон · g8 чорний кінь · h8 чорна тура · a7 чорний пішак · b7 чорний пішак · c7 чорний пішак · d7 чорний пішак · e7 чорний пішак · f7 чорний пішак · g7 чорний пішак · h7 чорний пішак · h4 білий пішак · h3 білий кружок · a2 білий пішак · b2 білий пішак · c2 білий пішак · d2 білий пішак · e2 білий пішак · f2 білий пішак · g2 білий пішак · h2 білий кружок · a1 біла тура · b1 білий кінь · c1 білий слон · d1 білий ферзь · e1 білий король · f1 білий слон · g1 білий кінь · h1 біла тура | 5 |
| 4 | a8 чорна тура · b8 чорний кінь · c8 чорний слон · d8 чорний ферзь · e8 чорний король · f8 чорний слон · g8 чорний кінь · h8 чорна тура · a7 чорний пішак · b7 чорний пішак · c7 чорний пішак · d7 чорний пішак · e7 чорний пішак · f7 чорний пішак · g7 чорний пішак · h7 чорний пішак · h4 білий пішак · h3 білий кружок · a2 білий пішак · b2 білий пішак · c2 білий пішак · d2 білий пішак · e2 білий пішак · f2 білий пішак · g2 білий пішак · h2 білий кружок · a1 біла тура · b1 білий кінь · c1 білий слон · d1 білий ферзь · e1 білий король · f1 білий слон · g1 білий кінь · h1 біла тура | a8 чорна тура · b8 чорний кінь · c8 чорний слон · d8 чорний ферзь · e8 чорний король · f8 чорний слон · g8 чорний кінь · h8 чорна тура · a7 чорний пішак · b7 чорний пішак · c7 чорний пішак · d7 чорний пішак · e7 чорний пішак · f7 чорний пішак · g7 чорний пішак · h7 чорний пішак · h4 білий пішак · h3 білий кружок · a2 білий пішак · b2 білий пішак · c2 білий пішак · d2 білий пішак · e2 білий пішак · f2 білий пішак · g2 білий пішак · h2 білий кружок · a1 біла тура · b1 білий кінь · c1 білий слон · d1 білий ферзь · e1 білий король · f1 білий слон · g1 білий кінь · h1 біла тура | a8 чорна тура · b8 чорний кінь · c8 чорний слон · d8 чорний ферзь · e8 чорний король · f8 чорний слон · g8 чорний кінь · h8 чорна тура · a7 чорний пішак · b7 чорний пішак · c7 чорний пішак · d7 чорний пішак · e7 чорний пішак · f7 чорний пішак · g7 чорний пішак · h7 чорний пішак · h4 білий пішак · h3 білий кружок · a2 білий пішак · b2 білий пішак · c2 білий пішак · d2 білий пішак · e2 білий пішак · f2 білий пішак · g2 білий пішак · h2 білий кружок · a1 біла тура · b1 білий кінь · c1 білий слон · d1 білий ферзь · e1 білий король · f1 білий слон · g1 білий кінь · h1 біла тура | a8 чорна тура · b8 чорний кінь · c8 чорний слон · d8 чорний ферзь · e8 чорний король · f8 чорний слон · g8 чорний кінь · h8 чорна тура · a7 чорний пішак · b7 чорний пішак · c7 чорний пішак · d7 чорний пішак · e7 чорний пішак · f7 чорний пішак · g7 чорний пішак · h7 чорний пішак · h4 білий пішак · h3 білий кружок · a2 білий пішак · b2 білий пішак · c2 білий пішак · d2 білий пішак · e2 білий пішак · f2 білий пішак · g2 білий пішак · h2 білий кружок · a1 біла тура · b1 білий кінь · c1 білий слон · d1 білий ферзь · e1 білий король · f1 білий слон · g1 білий кінь · h1 біла тура | a8 чорна тура · b8 чорний кінь · c8 чорний слон · d8 чорний ферзь · e8 чорний король · f8 чорний слон · g8 чорний кінь · h8 чорна тура · a7 чорний пішак · b7 чорний пішак · c7 чорний пішак · d7 чорний пішак · e7 чорний пішак · f7 чорний пішак · g7 чорний пішак · h7 чорний пішак · h4 білий пішак · h3 білий кружок · a2 білий пішак · b2 білий пішак · c2 білий пішак · d2 білий пішак · e2 білий пішак · f2 білий пішак · g2 білий пішак · h2 білий кружок · a1 біла тура · b1 білий кінь · c1 білий слон · d1 білий ферзь · e1 білий король · f1 білий слон · g1 білий кінь · h1 біла тура | a8 чорна тура · b8 чорний кінь · c8 чорний слон · d8 чорний ферзь · e8 чорний король · f8 чорний слон · g8 чорний кінь · h8 чорна тура · a7 чорний пішак · b7 чорний пішак · c7 чорний пішак · d7 чорний пішак · e7 чорний пішак · f7 чорний пішак · g7 чорний пішак · h7 чорний пішак · h4 білий пішак · h3 білий кружок · a2 білий пішак · b2 білий пішак · c2 білий пішак · d2 білий пішак · e2 білий пішак · f2 білий пішак · g2 білий пішак · h2 білий кружок · a1 біла тура · b1 білий кінь · c1 білий слон · d1 білий ферзь · e1 білий король · f1 білий слон · g1 білий кінь · h1 біла тура | a8 чорна тура · b8 чорний кінь · c8 чорний слон · d8 чорний ферзь · e8 чорний король · f8 чорний слон · g8 чорний кінь · h8 чорна тура · a7 чорний пішак · b7 чорний пішак · c7 чорний пішак · d7 чорний пішак · e7 чорний пішак · f7 чорний пішак · g7 чорний пішак · h7 чорний пішак · h4 білий пішак · h3 білий кружок · a2 білий пішак · b2 білий пішак · c2 білий пішак · d2 білий пішак · e2 білий пішак · f2 білий пішак · g2 білий пішак · h2 білий кружок · a1 біла тура · b1 білий кінь · c1 білий слон · d1 білий ферзь · e1 білий король · f1 білий слон · g1 білий кінь · h1 біла тура | a8 чорна тура · b8 чорний кінь · c8 чорний слон · d8 чорний ферзь · e8 чорний король · f8 чорний слон · g8 чорний кінь · h8 чорна тура · a7 чорний пішак · b7 чорний пішак · c7 чорний пішак · d7 чорний пішак · e7 чорний пішак · f7 чорний пішак · g7 чорний пішак · h7 чорний пішак · h4 білий пішак · h3 білий кружок · a2 білий пішак · b2 білий пішак · c2 білий пішак · d2 білий пішак · e2 білий пішак · f2 білий пішак · g2 білий пішак · h2 білий кружок · a1 біла тура · b1 білий кінь · c1 білий слон · d1 білий ферзь · e1 білий король · f1 білий слон · g1 білий кінь · h1 біла тура | 4 |
| 3 | a8 чорна тура · b8 чорний кінь · c8 чорний слон · d8 чорний ферзь · e8 чорний король · f8 чорний слон · g8 чорний кінь · h8 чорна тура · a7 чорний пішак · b7 чорний пішак · c7 чорний пішак · d7 чорний пішак · e7 чорний пішак · f7 чорний пішак · g7 чорний пішак · h7 чорний пішак · h4 білий пішак · h3 білий кружок · a2 білий пішак · b2 білий пішак · c2 білий пішак · d2 білий пішак · e2 білий пішак · f2 білий пішак · g2 білий пішак · h2 білий кружок · a1 біла тура · b1 білий кінь · c1 білий слон · d1 білий ферзь · e1 білий король · f1 білий слон · g1 білий кінь · h1 біла тура | a8 чорна тура · b8 чорний кінь · c8 чорний слон · d8 чорний ферзь · e8 чорний король · f8 чорний слон · g8 чорний кінь · h8 чорна тура · a7 чорний пішак · b7 чорний пішак · c7 чорний пішак · d7 чорний пішак · e7 чорний пішак · f7 чорний пішак · g7 чорний пішак · h7 чорний пішак · h4 білий пішак · h3 білий кружок · a2 білий пішак · b2 білий пішак · c2 білий пішак · d2 білий пішак · e2 білий пішак · f2 білий пішак · g2 білий пішак · h2 білий кружок · a1 біла тура · b1 білий кінь · c1 білий слон · d1 білий ферзь · e1 білий король · f1 білий слон · g1 білий кінь · h1 біла тура | a8 чорна тура · b8 чорний кінь · c8 чорний слон · d8 чорний ферзь · e8 чорний король · f8 чорний слон · g8 чорний кінь · h8 чорна тура · a7 чорний пішак · b7 чорний пішак · c7 чорний пішак · d7 чорний пішак · e7 чорний пішак · f7 чорний пішак · g7 чорний пішак · h7 чорний пішак · h4 білий пішак · h3 білий кружок · a2 білий пішак · b2 білий пішак · c2 білий пішак · d2 білий пішак · e2 білий пішак · f2 білий пішак · g2 білий пішак · h2 білий кружок · a1 біла тура · b1 білий кінь · c1 білий слон · d1 білий ферзь · e1 білий король · f1 білий слон · g1 білий кінь · h1 біла тура | a8 чорна тура · b8 чорний кінь · c8 чорний слон · d8 чорний ферзь · e8 чорний король · f8 чорний слон · g8 чорний кінь · h8 чорна тура · a7 чорний пішак · b7 чорний пішак · c7 чорний пішак · d7 чорний пішак · e7 чорний пішак · f7 чорний пішак · g7 чорний пішак · h7 чорний пішак · h4 білий пішак · h3 білий кружок · a2 білий пішак · b2 білий пішак · c2 білий пішак · d2 білий пішак · e2 білий пішак · f2 білий пішак · g2 білий пішак · h2 білий кружок · a1 біла тура · b1 білий кінь · c1 білий слон · d1 білий ферзь · e1 білий король · f1 білий слон · g1 білий кінь · h1 біла тура | a8 чорна тура · b8 чорний кінь · c8 чорний слон · d8 чорний ферзь · e8 чорний король · f8 чорний слон · g8 чорний кінь · h8 чорна тура · a7 чорний пішак · b7 чорний пішак · c7 чорний пішак · d7 чорний пішак · e7 чорний пішак · f7 чорний пішак · g7 чорний пішак · h7 чорний пішак · h4 білий пішак · h3 білий кружок · a2 білий пішак · b2 білий пішак · c2 білий пішак · d2 білий пішак · e2 білий пішак · f2 білий пішак · g2 білий пішак · h2 білий кружок · a1 біла тура · b1 білий кінь · c1 білий слон · d1 білий ферзь · e1 білий король · f1 білий слон · g1 білий кінь · h1 біла тура | a8 чорна тура · b8 чорний кінь · c8 чорний слон · d8 чорний ферзь · e8 чорний король · f8 чорний слон · g8 чорний кінь · h8 чорна тура · a7 чорний пішак · b7 чорний пішак · c7 чорний пішак · d7 чорний пішак · e7 чорний пішак · f7 чорний пішак · g7 чорний пішак · h7 чорний пішак · h4 білий пішак · h3 білий кружок · a2 білий пішак · b2 білий пішак · c2 білий пішак · d2 білий пішак · e2 білий пішак · f2 білий пішак · g2 білий пішак · h2 білий кружок · a1 біла тура · b1 білий кінь · c1 білий слон · d1 білий ферзь · e1 білий король · f1 білий слон · g1 білий кінь · h1 біла тура | a8 чорна тура · b8 чорний кінь · c8 чорний слон · d8 чорний ферзь · e8 чорний король · f8 чорний слон · g8 чорний кінь · h8 чорна тура · a7 чорний пішак · b7 чорний пішак · c7 чорний пішак · d7 чорний пішак · e7 чорний пішак · f7 чорний пішак · g7 чорний пішак · h7 чорний пішак · h4 білий пішак · h3 білий кружок · a2 білий пішак · b2 білий пішак · c2 білий пішак · d2 білий пішак · e2 білий пішак · f2 білий пішак · g2 білий пішак · h2 білий кружок · a1 біла тура · b1 білий кінь · c1 білий слон · d1 білий ферзь · e1 білий король · f1 білий слон · g1 білий кінь · h1 біла тура | a8 чорна тура · b8 чорний кінь · c8 чорний слон · d8 чорний ферзь · e8 чорний король · f8 чорний слон · g8 чорний кінь · h8 чорна тура · a7 чорний пішак · b7 чорний пішак · c7 чорний пішак · d7 чорний пішак · e7 чорний пішак · f7 чорний пішак · g7 чорний пішак · h7 чорний пішак · h4 білий пішак · h3 білий кружок · a2 білий пішак · b2 білий пішак · c2 білий пішак · d2 білий пішак · e2 білий пішак · f2 білий пішак · g2 білий пішак · h2 білий кружок · a1 біла тура · b1 білий кінь · c1 білий слон · d1 білий ферзь · e1 білий король · f1 білий слон · g1 білий кінь · h1 біла тура | 3 |
| 2 | a8 чорна тура · b8 чорний кінь · c8 чорний слон · d8 чорний ферзь · e8 чорний король · f8 чорний слон · g8 чорний кінь · h8 чорна тура · a7 чорний пішак · b7 чорний пішак · c7 чорний пішак · d7 чорний пішак · e7 чорний пішак · f7 чорний пішак · g7 чорний пішак · h7 чорний пішак · h4 білий пішак · h3 білий кружок · a2 білий пішак · b2 білий пішак · c2 білий пішак · d2 білий пішак · e2 білий пішак · f2 білий пішак · g2 білий пішак · h2 білий кружок · a1 біла тура · b1 білий кінь · c1 білий слон · d1 білий ферзь · e1 білий король · f1 білий слон · g1 білий кінь · h1 біла тура | a8 чорна тура · b8 чорний кінь · c8 чорний слон · d8 чорний ферзь · e8 чорний король · f8 чорний слон · g8 чорний кінь · h8 чорна тура · a7 чорний пішак · b7 чорний пішак · c7 чорний пішак · d7 чорний пішак · e7 чорний пішак · f7 чорний пішак · g7 чорний пішак · h7 чорний пішак · h4 білий пішак · h3 білий кружок · a2 білий пішак · b2 білий пішак · c2 білий пішак · d2 білий пішак · e2 білий пішак · f2 білий пішак · g2 білий пішак · h2 білий кружок · a1 біла тура · b1 білий кінь · c1 білий слон · d1 білий ферзь · e1 білий король · f1 білий слон · g1 білий кінь · h1 біла тура | a8 чорна тура · b8 чорний кінь · c8 чорний слон · d8 чорний ферзь · e8 чорний король · f8 чорний слон · g8 чорний кінь · h8 чорна тура · a7 чорний пішак · b7 чорний пішак · c7 чорний пішак · d7 чорний пішак · e7 чорний пішак · f7 чорний пішак · g7 чорний пішак · h7 чорний пішак · h4 білий пішак · h3 білий кружок · a2 білий пішак · b2 білий пішак · c2 білий пішак · d2 білий пішак · e2 білий пішак · f2 білий пішак · g2 білий пішак · h2 білий кружок · a1 біла тура · b1 білий кінь · c1 білий слон · d1 білий ферзь · e1 білий король · f1 білий слон · g1 білий кінь · h1 біла тура | a8 чорна тура · b8 чорний кінь · c8 чорний слон · d8 чорний ферзь · e8 чорний король · f8 чорний слон · g8 чорний кінь · h8 чорна тура · a7 чорний пішак · b7 чорний пішак · c7 чорний пішак · d7 чорний пішак · e7 чорний пішак · f7 чорний пішак · g7 чорний пішак · h7 чорний пішак · h4 білий пішак · h3 білий кружок · a2 білий пішак · b2 білий пішак · c2 білий пішак · d2 білий пішак · e2 білий пішак · f2 білий пішак · g2 білий пішак · h2 білий кружок · a1 біла тура · b1 білий кінь · c1 білий слон · d1 білий ферзь · e1 білий король · f1 білий слон · g1 білий кінь · h1 біла тура | a8 чорна тура · b8 чорний кінь · c8 чорний слон · d8 чорний ферзь · e8 чорний король · f8 чорний слон · g8 чорний кінь · h8 чорна тура · a7 чорний пішак · b7 чорний пішак · c7 чорний пішак · d7 чорний пішак · e7 чорний пішак · f7 чорний пішак · g7 чорний пішак · h7 чорний пішак · h4 білий пішак · h3 білий кружок · a2 білий пішак · b2 білий пішак · c2 білий пішак · d2 білий пішак · e2 білий пішак · f2 білий пішак · g2 білий пішак · h2 білий кружок · a1 біла тура · b1 білий кінь · c1 білий слон · d1 білий ферзь · e1 білий король · f1 білий слон · g1 білий кінь · h1 біла тура | a8 чорна тура · b8 чорний кінь · c8 чорний слон · d8 чорний ферзь · e8 чорний король · f8 чорний слон · g8 чорний кінь · h8 чорна тура · a7 чорний пішак · b7 чорний пішак · c7 чорний пішак · d7 чорний пішак · e7 чорний пішак · f7 чорний пішак · g7 чорний пішак · h7 чорний пішак · h4 білий пішак · h3 білий кружок · a2 білий пішак · b2 білий пішак · c2 білий пішак · d2 білий пішак · e2 білий пішак · f2 білий пішак · g2 білий пішак · h2 білий кружок · a1 біла тура · b1 білий кінь · c1 білий слон · d1 білий ферзь · e1 білий король · f1 білий слон · g1 білий кінь · h1 біла тура | a8 чорна тура · b8 чорний кінь · c8 чорний слон · d8 чорний ферзь · e8 чорний король · f8 чорний слон · g8 чорний кінь · h8 чорна тура · a7 чорний пішак · b7 чорний пішак · c7 чорний пішак · d7 чорний пішак · e7 чорний пішак · f7 чорний пішак · g7 чорний пішак · h7 чорний пішак · h4 білий пішак · h3 білий кружок · a2 білий пішак · b2 білий пішак · c2 білий пішак · d2 білий пішак · e2 білий пішак · f2 білий пішак · g2 білий пішак · h2 білий кружок · a1 біла тура · b1 білий кінь · c1 білий слон · d1 білий ферзь · e1 білий король · f1 білий слон · g1 білий кінь · h1 біла тура | a8 чорна тура · b8 чорний кінь · c8 чорний слон · d8 чорний ферзь · e8 чорний король · f8 чорний слон · g8 чорний кінь · h8 чорна тура · a7 чорний пішак · b7 чорний пішак · c7 чорний пішак · d7 чорний пішак · e7 чорний пішак · f7 чорний пішак · g7 чорний пішак · h7 чорний пішак · h4 білий пішак · h3 білий кружок · a2 білий пішак · b2 білий пішак · c2 білий пішак · d2 білий пішак · e2 білий пішак · f2 білий пішак · g2 білий пішак · h2 білий кружок · a1 біла тура · b1 білий кінь · c1 білий слон · d1 білий ферзь · e1 білий король · f1 білий слон · g1 білий кінь · h1 біла тура | 2 |
| 1 | a8 чорна тура · b8 чорний кінь · c8 чорний слон · d8 чорний ферзь · e8 чорний король · f8 чорний слон · g8 чорний кінь · h8 чорна тура · a7 чорний пішак · b7 чорний пішак · c7 чорний пішак · d7 чорний пішак · e7 чорний пішак · f7 чорний пішак · g7 чорний пішак · h7 чорний пішак · h4 білий пішак · h3 білий кружок · a2 білий пішак · b2 білий пішак · c2 білий пішак · d2 білий пішак · e2 білий пішак · f2 білий пішак · g2 білий пішак · h2 білий кружок · a1 біла тура · b1 білий кінь · c1 білий слон · d1 білий ферзь · e1 білий король · f1 білий слон · g1 білий кінь · h1 біла тура | a8 чорна тура · b8 чорний кінь · c8 чорний слон · d8 чорний ферзь · e8 чорний король · f8 чорний слон · g8 чорний кінь · h8 чорна тура · a7 чорний пішак · b7 чорний пішак · c7 чорний пішак · d7 чорний пішак · e7 чорний пішак · f7 чорний пішак · g7 чорний пішак · h7 чорний пішак · h4 білий пішак · h3 білий кружок · a2 білий пішак · b2 білий пішак · c2 білий пішак · d2 білий пішак · e2 білий пішак · f2 білий пішак · g2 білий пішак · h2 білий кружок · a1 біла тура · b1 білий кінь · c1 білий слон · d1 білий ферзь · e1 білий король · f1 білий слон · g1 білий кінь · h1 біла тура | a8 чорна тура · b8 чорний кінь · c8 чорний слон · d8 чорний ферзь · e8 чорний король · f8 чорний слон · g8 чорний кінь · h8 чорна тура · a7 чорний пішак · b7 чорний пішак · c7 чорний пішак · d7 чорний пішак · e7 чорний пішак · f7 чорний пішак · g7 чорний пішак · h7 чорний пішак · h4 білий пішак · h3 білий кружок · a2 білий пішак · b2 білий пішак · c2 білий пішак · d2 білий пішак · e2 білий пішак · f2 білий пішак · g2 білий пішак · h2 білий кружок · a1 біла тура · b1 білий кінь · c1 білий слон · d1 білий ферзь · e1 білий король · f1 білий слон · g1 білий кінь · h1 біла тура | a8 чорна тура · b8 чорний кінь · c8 чорний слон · d8 чорний ферзь · e8 чорний король · f8 чорний слон · g8 чорний кінь · h8 чорна тура · a7 чорний пішак · b7 чорний пішак · c7 чорний пішак · d7 чорний пішак · e7 чорний пішак · f7 чорний пішак · g7 чорний пішак · h7 чорний пішак · h4 білий пішак · h3 білий кружок · a2 білий пішак · b2 білий пішак · c2 білий пішак · d2 білий пішак · e2 білий пішак · f2 білий пішак · g2 білий пішак · h2 білий кружок · a1 біла тура · b1 білий кінь · c1 білий слон · d1 білий ферзь · e1 білий король · f1 білий слон · g1 білий кінь · h1 біла тура | a8 чорна тура · b8 чорний кінь · c8 чорний слон · d8 чорний ферзь · e8 чорний король · f8 чорний слон · g8 чорний кінь · h8 чорна тура · a7 чорний пішак · b7 чорний пішак · c7 чорний пішак · d7 чорний пішак · e7 чорний пішак · f7 чорний пішак · g7 чорний пішак · h7 чорний пішак · h4 білий пішак · h3 білий кружок · a2 білий пішак · b2 білий пішак · c2 білий пішак · d2 білий пішак · e2 білий пішак · f2 білий пішак · g2 білий пішак · h2 білий кружок · a1 біла тура · b1 білий кінь · c1 білий слон · d1 білий ферзь · e1 білий король · f1 білий слон · g1 білий кінь · h1 біла тура | a8 чорна тура · b8 чорний кінь · c8 чорний слон · d8 чорний ферзь · e8 чорний король · f8 чорний слон · g8 чорний кінь · h8 чорна тура · a7 чорний пішак · b7 чорний пішак · c7 чорний пішак · d7 чорний пішак · e7 чорний пішак · f7 чорний пішак · g7 чорний пішак · h7 чорний пішак · h4 білий пішак · h3 білий кружок · a2 білий пішак · b2 білий пішак · c2 білий пішак · d2 білий пішак · e2 білий пішак · f2 білий пішак · g2 білий пішак · h2 білий кружок · a1 біла тура · b1 білий кінь · c1 білий слон · d1 білий ферзь · e1 білий король · f1 білий слон · g1 білий кінь · h1 біла тура | a8 чорна тура · b8 чорний кінь · c8 чорний слон · d8 чорний ферзь · e8 чорний король · f8 чорний слон · g8 чорний кінь · h8 чорна тура · a7 чорний пішак · b7 чорний пішак · c7 чорний пішак · d7 чорний пішак · e7 чорний пішак · f7 чорний пішак · g7 чорний пішак · h7 чорний пішак · h4 білий пішак · h3 білий кружок · a2 білий пішак · b2 білий пішак · c2 білий пішак · d2 білий пішак · e2 білий пішак · f2 білий пішак · g2 білий пішак · h2 білий кружок · a1 біла тура · b1 білий кінь · c1 білий слон · d1 білий ферзь · e1 білий король · f1 білий слон · g1 білий кінь · h1 біла тура | a8 чорна тура · b8 чорний кінь · c8 чорний слон · d8 чорний ферзь · e8 чорний король · f8 чорний слон · g8 чорний кінь · h8 чорна тура · a7 чорний пішак · b7 чорний пішак · c7 чорний пішак · d7 чорний пішак · e7 чорний пішак · f7 чорний пішак · g7 чорний пішак · h7 чорний пішак · h4 білий пішак · h3 білий кружок · a2 білий пішак · b2 білий пішак · c2 білий пішак · d2 білий пішак · e2 білий пішак · f2 білий пішак · g2 білий пішак · h2 білий кружок · a1 біла тура · b1 білий кінь · c1 білий слон · d1 білий ферзь · e1 білий король · f1 білий слон · g1 білий кінь · h1 біла тура | 1 |
|   | a | b | c | d | e | f | g | h |   |

### Цінність
Цінність фігури приблизно дорівнює 5 пішакам, що робить її другою фігурою за силою у шахах. Вона поступається лише ферзеві.

### Початкова фаза
На початку партії тура заблокована і не зможе ходити, доки її не буде звільнено. Тобто, щоби зіграти турою — її треба звільнити. Зазвичай туру виводять на «відкриту лінію», щоби вивільнити весь потенціал фігури. Вперше потенціал «важкої фігури» на відкритій лінії оцінив відомий шахіст Арон Німцович.

### Кінець гри
На останній фазі гри тура стає дуже сильною фігурою. Нею дуже легко поставити шах.
|   | a | b | c | d | e | f | g | h |   |
| 8 | e8 чорний хрестик · a7 чорний пішак · b7 чорний пішак · e7 чорний хрестик · f7 чорний пішак · g7 чорний пішак · h7 чорний пішак · e6 чорний хрестик · d5 чорний пішак · e5 чорний хрестик · e4 чорний хрестик · c3 білий пішак · e3 чорний хрестик · h3 білий пішак · a2 білий пішак · b2 білий пішак · e2 чорний хрестик · f2 білий пішак · g2 білий пішак · e1 біла тура | e8 чорний хрестик · a7 чорний пішак · b7 чорний пішак · e7 чорний хрестик · f7 чорний пішак · g7 чорний пішак · h7 чорний пішак · e6 чорний хрестик · d5 чорний пішак · e5 чорний хрестик · e4 чорний хрестик · c3 білий пішак · e3 чорний хрестик · h3 білий пішак · a2 білий пішак · b2 білий пішак · e2 чорний хрестик · f2 білий пішак · g2 білий пішак · e1 біла тура | e8 чорний хрестик · a7 чорний пішак · b7 чорний пішак · e7 чорний хрестик · f7 чорний пішак · g7 чорний пішак · h7 чорний пішак · e6 чорний хрестик · d5 чорний пішак · e5 чорний хрестик · e4 чорний хрестик · c3 білий пішак · e3 чорний хрестик · h3 білий пішак · a2 білий пішак · b2 білий пішак · e2 чорний хрестик · f2 білий пішак · g2 білий пішак · e1 біла тура | e8 чорний хрестик · a7 чорний пішак · b7 чорний пішак · e7 чорний хрестик · f7 чорний пішак · g7 чорний пішак · h7 чорний пішак · e6 чорний хрестик · d5 чорний пішак · e5 чорний хрестик · e4 чорний хрестик · c3 білий пішак · e3 чорний хрестик · h3 білий пішак · a2 білий пішак · b2 білий пішак · e2 чорний хрестик · f2 білий пішак · g2 білий пішак · e1 біла тура | e8 чорний хрестик · a7 чорний пішак · b7 чорний пішак · e7 чорний хрестик · f7 чорний пішак · g7 чорний пішак · h7 чорний пішак · e6 чорний хрестик · d5 чорний пішак · e5 чорний хрестик · e4 чорний хрестик · c3 білий пішак · e3 чорний хрестик · h3 білий пішак · a2 білий пішак · b2 білий пішак · e2 чорний хрестик · f2 білий пішак · g2 білий пішак · e1 біла тура | e8 чорний хрестик · a7 чорний пішак · b7 чорний пішак · e7 чорний хрестик · f7 чорний пішак · g7 чорний пішак · h7 чорний пішак · e6 чорний хрестик · d5 чорний пішак · e5 чорний хрестик · e4 чорний хрестик · c3 білий пішак · e3 чорний хрестик · h3 білий пішак · a2 білий пішак · b2 білий пішак · e2 чорний хрестик · f2 білий пішак · g2 білий пішак · e1 біла тура | e8 чорний хрестик · a7 чорний пішак · b7 чорний пішак · e7 чорний хрестик · f7 чорний пішак · g7 чорний пішак · h7 чорний пішак · e6 чорний хрестик · d5 чорний пішак · e5 чорний хрестик · e4 чорний хрестик · c3 білий пішак · e3 чорний хрестик · h3 білий пішак · a2 білий пішак · b2 білий пішак · e2 чорний хрестик · f2 білий пішак · g2 білий пішак · e1 біла тура | e8 чорний хрестик · a7 чорний пішак · b7 чорний пішак · e7 чорний хрестик · f7 чорний пішак · g7 чорний пішак · h7 чорний пішак · e6 чорний хрестик · d5 чорний пішак · e5 чорний хрестик · e4 чорний хрестик · c3 білий пішак · e3 чорний хрестик · h3 білий пішак · a2 білий пішак · b2 білий пішак · e2 чорний хрестик · f2 білий пішак · g2 білий пішак · e1 біла тура | 8 |
| 7 | e8 чорний хрестик · a7 чорний пішак · b7 чорний пішак · e7 чорний хрестик · f7 чорний пішак · g7 чорний пішак · h7 чорний пішак · e6 чорний хрестик · d5 чорний пішак · e5 чорний хрестик · e4 чорний хрестик · c3 білий пішак · e3 чорний хрестик · h3 білий пішак · a2 білий пішак · b2 білий пішак · e2 чорний хрестик · f2 білий пішак · g2 білий пішак · e1 біла тура | e8 чорний хрестик · a7 чорний пішак · b7 чорний пішак · e7 чорний хрестик · f7 чорний пішак · g7 чорний пішак · h7 чорний пішак · e6 чорний хрестик · d5 чорний пішак · e5 чорний хрестик · e4 чорний хрестик · c3 білий пішак · e3 чорний хрестик · h3 білий пішак · a2 білий пішак · b2 білий пішак · e2 чорний хрестик · f2 білий пішак · g2 білий пішак · e1 біла тура | e8 чорний хрестик · a7 чорний пішак · b7 чорний пішак · e7 чорний хрестик · f7 чорний пішак · g7 чорний пішак · h7 чорний пішак · e6 чорний хрестик · d5 чорний пішак · e5 чорний хрестик · e4 чорний хрестик · c3 білий пішак · e3 чорний хрестик · h3 білий пішак · a2 білий пішак · b2 білий пішак · e2 чорний хрестик · f2 білий пішак · g2 білий пішак · e1 біла тура | e8 чорний хрестик · a7 чорний пішак · b7 чорний пішак · e7 чорний хрестик · f7 чорний пішак · g7 чорний пішак · h7 чорний пішак · e6 чорний хрестик · d5 чорний пішак · e5 чорний хрестик · e4 чорний хрестик · c3 білий пішак · e3 чорний хрестик · h3 білий пішак · a2 білий пішак · b2 білий пішак · e2 чорний хрестик · f2 білий пішак · g2 білий пішак · e1 біла тура | e8 чорний хрестик · a7 чорний пішак · b7 чорний пішак · e7 чорний хрестик · f7 чорний пішак · g7 чорний пішак · h7 чорний пішак · e6 чорний хрестик · d5 чорний пішак · e5 чорний хрестик · e4 чорний хрестик · c3 білий пішак · e3 чорний хрестик · h3 білий пішак · a2 білий пішак · b2 білий пішак · e2 чорний хрестик · f2 білий пішак · g2 білий пішак · e1 біла тура | e8 чорний хрестик · a7 чорний пішак · b7 чорний пішак · e7 чорний хрестик · f7 чорний пішак · g7 чорний пішак · h7 чорний пішак · e6 чорний хрестик · d5 чорний пішак · e5 чорний хрестик · e4 чорний хрестик · c3 білий пішак · e3 чорний хрестик · h3 білий пішак · a2 білий пішак · b2 білий пішак · e2 чорний хрестик · f2 білий пішак · g2 білий пішак · e1 біла тура | e8 чорний хрестик · a7 чорний пішак · b7 чорний пішак · e7 чорний хрестик · f7 чорний пішак · g7 чорний пішак · h7 чорний пішак · e6 чорний хрестик · d5 чорний пішак · e5 чорний хрестик · e4 чорний хрестик · c3 білий пішак · e3 чорний хрестик · h3 білий пішак · a2 білий пішак · b2 білий пішак · e2 чорний хрестик · f2 білий пішак · g2 білий пішак · e1 біла тура | e8 чорний хрестик · a7 чорний пішак · b7 чорний пішак · e7 чорний хрестик · f7 чорний пішак · g7 чорний пішак · h7 чорний пішак · e6 чорний хрестик · d5 чорний пішак · e5 чорний хрестик · e4 чорний хрестик · c3 білий пішак · e3 чорний хрестик · h3 білий пішак · a2 білий пішак · b2 білий пішак · e2 чорний хрестик · f2 білий пішак · g2 білий пішак · e1 біла тура | 7 |
| 6 | e8 чорний хрестик · a7 чорний пішак · b7 чорний пішак · e7 чорний хрестик · f7 чорний пішак · g7 чорний пішак · h7 чорний пішак · e6 чорний хрестик · d5 чорний пішак · e5 чорний хрестик · e4 чорний хрестик · c3 білий пішак · e3 чорний хрестик · h3 білий пішак · a2 білий пішак · b2 білий пішак · e2 чорний хрестик · f2 білий пішак · g2 білий пішак · e1 біла тура | e8 чорний хрестик · a7 чорний пішак · b7 чорний пішак · e7 чорний хрестик · f7 чорний пішак · g7 чорний пішак · h7 чорний пішак · e6 чорний хрестик · d5 чорний пішак · e5 чорний хрестик · e4 чорний хрестик · c3 білий пішак · e3 чорний хрестик · h3 білий пішак · a2 білий пішак · b2 білий пішак · e2 чорний хрестик · f2 білий пішак · g2 білий пішак · e1 біла тура | e8 чорний хрестик · a7 чорний пішак · b7 чорний пішак · e7 чорний хрестик · f7 чорний пішак · g7 чорний пішак · h7 чорний пішак · e6 чорний хрестик · d5 чорний пішак · e5 чорний хрестик · e4 чорний хрестик · c3 білий пішак · e3 чорний хрестик · h3 білий пішак · a2 білий пішак · b2 білий пішак · e2 чорний хрестик · f2 білий пішак · g2 білий пішак · e1 біла тура | e8 чорний хрестик · a7 чорний пішак · b7 чорний пішак · e7 чорний хрестик · f7 чорний пішак · g7 чорний пішак · h7 чорний пішак · e6 чорний хрестик · d5 чорний пішак · e5 чорний хрестик · e4 чорний хрестик · c3 білий пішак · e3 чорний хрестик · h3 білий пішак · a2 білий пішак · b2 білий пішак · e2 чорний хрестик · f2 білий пішак · g2 білий пішак · e1 біла тура | e8 чорний хрестик · a7 чорний пішак · b7 чорний пішак · e7 чорний хрестик · f7 чорний пішак · g7 чорний пішак · h7 чорний пішак · e6 чорний хрестик · d5 чорний пішак · e5 чорний хрестик · e4 чорний хрестик · c3 білий пішак · e3 чорний хрестик · h3 білий пішак · a2 білий пішак · b2 білий пішак · e2 чорний хрестик · f2 білий пішак · g2 білий пішак · e1 біла тура | e8 чорний хрестик · a7 чорний пішак · b7 чорний пішак · e7 чорний хрестик · f7 чорний пішак · g7 чорний пішак · h7 чорний пішак · e6 чорний хрестик · d5 чорний пішак · e5 чорний хрестик · e4 чорний хрестик · c3 білий пішак · e3 чорний хрестик · h3 білий пішак · a2 білий пішак · b2 білий пішак · e2 чорний хрестик · f2 білий пішак · g2 білий пішак · e1 біла тура | e8 чорний хрестик · a7 чорний пішак · b7 чорний пішак · e7 чорний хрестик · f7 чорний пішак · g7 чорний пішак · h7 чорний пішак · e6 чорний хрестик · d5 чорний пішак · e5 чорний хрестик · e4 чорний хрестик · c3 білий пішак · e3 чорний хрестик · h3 білий пішак · a2 білий пішак · b2 білий пішак · e2 чорний хрестик · f2 білий пішак · g2 білий пішак · e1 біла тура | e8 чорний хрестик · a7 чорний пішак · b7 чорний пішак · e7 чорний хрестик · f7 чорний пішак · g7 чорний пішак · h7 чорний пішак · e6 чорний хрестик · d5 чорний пішак · e5 чорний хрестик · e4 чорний хрестик · c3 білий пішак · e3 чорний хрестик · h3 білий пішак · a2 білий пішак · b2 білий пішак · e2 чорний хрестик · f2 білий пішак · g2 білий пішак · e1 біла тура | 6 |
| 5 | e8 чорний хрестик · a7 чорний пішак · b7 чорний пішак · e7 чорний хрестик · f7 чорний пішак · g7 чорний пішак · h7 чорний пішак · e6 чорний хрестик · d5 чорний пішак · e5 чорний хрестик · e4 чорний хрестик · c3 білий пішак · e3 чорний хрестик · h3 білий пішак · a2 білий пішак · b2 білий пішак · e2 чорний хрестик · f2 білий пішак · g2 білий пішак · e1 біла тура | e8 чорний хрестик · a7 чорний пішак · b7 чорний пішак · e7 чорний хрестик · f7 чорний пішак · g7 чорний пішак · h7 чорний пішак · e6 чорний хрестик · d5 чорний пішак · e5 чорний хрестик · e4 чорний хрестик · c3 білий пішак · e3 чорний хрестик · h3 білий пішак · a2 білий пішак · b2 білий пішак · e2 чорний хрестик · f2 білий пішак · g2 білий пішак · e1 біла тура | e8 чорний хрестик · a7 чорний пішак · b7 чорний пішак · e7 чорний хрестик · f7 чорний пішак · g7 чорний пішак · h7 чорний пішак · e6 чорний хрестик · d5 чорний пішак · e5 чорний хрестик · e4 чорний хрестик · c3 білий пішак · e3 чорний хрестик · h3 білий пішак · a2 білий пішак · b2 білий пішак · e2 чорний хрестик · f2 білий пішак · g2 білий пішак · e1 біла тура | e8 чорний хрестик · a7 чорний пішак · b7 чорний пішак · e7 чорний хрестик · f7 чорний пішак · g7 чорний пішак · h7 чорний пішак · e6 чорний хрестик · d5 чорний пішак · e5 чорний хрестик · e4 чорний хрестик · c3 білий пішак · e3 чорний хрестик · h3 білий пішак · a2 білий пішак · b2 білий пішак · e2 чорний хрестик · f2 білий пішак · g2 білий пішак · e1 біла тура | e8 чорний хрестик · a7 чорний пішак · b7 чорний пішак · e7 чорний хрестик · f7 чорний пішак · g7 чорний пішак · h7 чорний пішак · e6 чорний хрестик · d5 чорний пішак · e5 чорний хрестик · e4 чорний хрестик · c3 білий пішак · e3 чорний хрестик · h3 білий пішак · a2 білий пішак · b2 білий пішак · e2 чорний хрестик · f2 білий пішак · g2 білий пішак · e1 біла тура | e8 чорний хрестик · a7 чорний пішак · b7 чорний пішак · e7 чорний хрестик · f7 чорний пішак · g7 чорний пішак · h7 чорний пішак · e6 чорний хрестик · d5 чорний пішак · e5 чорний хрестик · e4 чорний хрестик · c3 білий пішак · e3 чорний хрестик · h3 білий пішак · a2 білий пішак · b2 білий пішак · e2 чорний хрестик · f2 білий пішак · g2 білий пішак · e1 біла тура | e8 чорний хрестик · a7 чорний пішак · b7 чорний пішак · e7 чорний хрестик · f7 чорний пішак · g7 чорний пішак · h7 чорний пішак · e6 чорний хрестик · d5 чорний пішак · e5 чорний хрестик · e4 чорний хрестик · c3 білий пішак · e3 чорний хрестик · h3 білий пішак · a2 білий пішак · b2 білий пішак · e2 чорний хрестик · f2 білий пішак · g2 білий пішак · e1 біла тура | e8 чорний хрестик · a7 чорний пішак · b7 чорний пішак · e7 чорний хрестик · f7 чорний пішак · g7 чорний пішак · h7 чорний пішак · e6 чорний хрестик · d5 чорний пішак · e5 чорний хрестик · e4 чорний хрестик · c3 білий пішак · e3 чорний хрестик · h3 білий пішак · a2 білий пішак · b2 білий пішак · e2 чорний хрестик · f2 білий пішак · g2 білий пішак · e1 біла тура | 5 |
| 4 | e8 чорний хрестик · a7 чорний пішак · b7 чорний пішак · e7 чорний хрестик · f7 чорний пішак · g7 чорний пішак · h7 чорний пішак · e6 чорний хрестик · d5 чорний пішак · e5 чорний хрестик · e4 чорний хрестик · c3 білий пішак · e3 чорний хрестик · h3 білий пішак · a2 білий пішак · b2 білий пішак · e2 чорний хрестик · f2 білий пішак · g2 білий пішак · e1 біла тура | e8 чорний хрестик · a7 чорний пішак · b7 чорний пішак · e7 чорний хрестик · f7 чорний пішак · g7 чорний пішак · h7 чорний пішак · e6 чорний хрестик · d5 чорний пішак · e5 чорний хрестик · e4 чорний хрестик · c3 білий пішак · e3 чорний хрестик · h3 білий пішак · a2 білий пішак · b2 білий пішак · e2 чорний хрестик · f2 білий пішак · g2 білий пішак · e1 біла тура | e8 чорний хрестик · a7 чорний пішак · b7 чорний пішак · e7 чорний хрестик · f7 чорний пішак · g7 чорний пішак · h7 чорний пішак · e6 чорний хрестик · d5 чорний пішак · e5 чорний хрестик · e4 чорний хрестик · c3 білий пішак · e3 чорний хрестик · h3 білий пішак · a2 білий пішак · b2 білий пішак · e2 чорний хрестик · f2 білий пішак · g2 білий пішак · e1 біла тура | e8 чорний хрестик · a7 чорний пішак · b7 чорний пішак · e7 чорний хрестик · f7 чорний пішак · g7 чорний пішак · h7 чорний пішак · e6 чорний хрестик · d5 чорний пішак · e5 чорний хрестик · e4 чорний хрестик · c3 білий пішак · e3 чорний хрестик · h3 білий пішак · a2 білий пішак · b2 білий пішак · e2 чорний хрестик · f2 білий пішак · g2 білий пішак · e1 біла тура | e8 чорний хрестик · a7 чорний пішак · b7 чорний пішак · e7 чорний хрестик · f7 чорний пішак · g7 чорний пішак · h7 чорний пішак · e6 чорний хрестик · d5 чорний пішак · e5 чорний хрестик · e4 чорний хрестик · c3 білий пішак · e3 чорний хрестик · h3 білий пішак · a2 білий пішак · b2 білий пішак · e2 чорний хрестик · f2 білий пішак · g2 білий пішак · e1 біла тура | e8 чорний хрестик · a7 чорний пішак · b7 чорний пішак · e7 чорний хрестик · f7 чорний пішак · g7 чорний пішак · h7 чорний пішак · e6 чорний хрестик · d5 чорний пішак · e5 чорний хрестик · e4 чорний хрестик · c3 білий пішак · e3 чорний хрестик · h3 білий пішак · a2 білий пішак · b2 білий пішак · e2 чорний хрестик · f2 білий пішак · g2 білий пішак · e1 біла тура | e8 чорний хрестик · a7 чорний пішак · b7 чорний пішак · e7 чорний хрестик · f7 чорний пішак · g7 чорний пішак · h7 чорний пішак · e6 чорний хрестик · d5 чорний пішак · e5 чорний хрестик · e4 чорний хрестик · c3 білий пішак · e3 чорний хрестик · h3 білий пішак · a2 білий пішак · b2 білий пішак · e2 чорний хрестик · f2 білий пішак · g2 білий пішак · e1 біла тура | e8 чорний хрестик · a7 чорний пішак · b7 чорний пішак · e7 чорний хрестик · f7 чорний пішак · g7 чорний пішак · h7 чорний пішак · e6 чорний хрестик · d5 чорний пішак · e5 чорний хрестик · e4 чорний хрестик · c3 білий пішак · e3 чорний хрестик · h3 білий пішак · a2 білий пішак · b2 білий пішак · e2 чорний хрестик · f2 білий пішак · g2 білий пішак · e1 біла тура | 4 |
| 3 | e8 чорний хрестик · a7 чорний пішак · b7 чорний пішак · e7 чорний хрестик · f7 чорний пішак · g7 чорний пішак · h7 чорний пішак · e6 чорний хрестик · d5 чорний пішак · e5 чорний хрестик · e4 чорний хрестик · c3 білий пішак · e3 чорний хрестик · h3 білий пішак · a2 білий пішак · b2 білий пішак · e2 чорний хрестик · f2 білий пішак · g2 білий пішак · e1 біла тура | e8 чорний хрестик · a7 чорний пішак · b7 чорний пішак · e7 чорний хрестик · f7 чорний пішак · g7 чорний пішак · h7 чорний пішак · e6 чорний хрестик · d5 чорний пішак · e5 чорний хрестик · e4 чорний хрестик · c3 білий пішак · e3 чорний хрестик · h3 білий пішак · a2 білий пішак · b2 білий пішак · e2 чорний хрестик · f2 білий пішак · g2 білий пішак · e1 біла тура | e8 чорний хрестик · a7 чорний пішак · b7 чорний пішак · e7 чорний хрестик · f7 чорний пішак · g7 чорний пішак · h7 чорний пішак · e6 чорний хрестик · d5 чорний пішак · e5 чорний хрестик · e4 чорний хрестик · c3 білий пішак · e3 чорний хрестик · h3 білий пішак · a2 білий пішак · b2 білий пішак · e2 чорний хрестик · f2 білий пішак · g2 білий пішак · e1 біла тура | e8 чорний хрестик · a7 чорний пішак · b7 чорний пішак · e7 чорний хрестик · f7 чорний пішак · g7 чорний пішак · h7 чорний пішак · e6 чорний хрестик · d5 чорний пішак · e5 чорний хрестик · e4 чорний хрестик · c3 білий пішак · e3 чорний хрестик · h3 білий пішак · a2 білий пішак · b2 білий пішак · e2 чорний хрестик · f2 білий пішак · g2 білий пішак · e1 біла тура | e8 чорний хрестик · a7 чорний пішак · b7 чорний пішак · e7 чорний хрестик · f7 чорний пішак · g7 чорний пішак · h7 чорний пішак · e6 чорний хрестик · d5 чорний пішак · e5 чорний хрестик · e4 чорний хрестик · c3 білий пішак · e3 чорний хрестик · h3 білий пішак · a2 білий пішак · b2 білий пішак · e2 чорний хрестик · f2 білий пішак · g2 білий пішак · e1 біла тура | e8 чорний хрестик · a7 чорний пішак · b7 чорний пішак · e7 чорний хрестик · f7 чорний пішак · g7 чорний пішак · h7 чорний пішак · e6 чорний хрестик · d5 чорний пішак · e5 чорний хрестик · e4 чорний хрестик · c3 білий пішак · e3 чорний хрестик · h3 білий пішак · a2 білий пішак · b2 білий пішак · e2 чорний хрестик · f2 білий пішак · g2 білий пішак · e1 біла тура | e8 чорний хрестик · a7 чорний пішак · b7 чорний пішак · e7 чорний хрестик · f7 чорний пішак · g7 чорний пішак · h7 чорний пішак · e6 чорний хрестик · d5 чорний пішак · e5 чорний хрестик · e4 чорний хрестик · c3 білий пішак · e3 чорний хрестик · h3 білий пішак · a2 білий пішак · b2 білий пішак · e2 чорний хрестик · f2 білий пішак · g2 білий пішак · e1 біла тура | e8 чорний хрестик · a7 чорний пішак · b7 чорний пішак · e7 чорний хрестик · f7 чорний пішак · g7 чорний пішак · h7 чорний пішак · e6 чорний хрестик · d5 чорний пішак · e5 чорний хрестик · e4 чорний хрестик · c3 білий пішак · e3 чорний хрестик · h3 білий пішак · a2 білий пішак · b2 білий пішак · e2 чорний хрестик · f2 білий пішак · g2 білий пішак · e1 біла тура | 3 |
| 2 | e8 чорний хрестик · a7 чорний пішак · b7 чорний пішак · e7 чорний хрестик · f7 чорний пішак · g7 чорний пішак · h7 чорний пішак · e6 чорний хрестик · d5 чорний пішак · e5 чорний хрестик · e4 чорний хрестик · c3 білий пішак · e3 чорний хрестик · h3 білий пішак · a2 білий пішак · b2 білий пішак · e2 чорний хрестик · f2 білий пішак · g2 білий пішак · e1 біла тура | e8 чорний хрестик · a7 чорний пішак · b7 чорний пішак · e7 чорний хрестик · f7 чорний пішак · g7 чорний пішак · h7 чорний пішак · e6 чорний хрестик · d5 чорний пішак · e5 чорний хрестик · e4 чорний хрестик · c3 білий пішак · e3 чорний хрестик · h3 білий пішак · a2 білий пішак · b2 білий пішак · e2 чорний хрестик · f2 білий пішак · g2 білий пішак · e1 біла тура | e8 чорний хрестик · a7 чорний пішак · b7 чорний пішак · e7 чорний хрестик · f7 чорний пішак · g7 чорний пішак · h7 чорний пішак · e6 чорний хрестик · d5 чорний пішак · e5 чорний хрестик · e4 чорний хрестик · c3 білий пішак · e3 чорний хрестик · h3 білий пішак · a2 білий пішак · b2 білий пішак · e2 чорний хрестик · f2 білий пішак · g2 білий пішак · e1 біла тура | e8 чорний хрестик · a7 чорний пішак · b7 чорний пішак · e7 чорний хрестик · f7 чорний пішак · g7 чорний пішак · h7 чорний пішак · e6 чорний хрестик · d5 чорний пішак · e5 чорний хрестик · e4 чорний хрестик · c3 білий пішак · e3 чорний хрестик · h3 білий пішак · a2 білий пішак · b2 білий пішак · e2 чорний хрестик · f2 білий пішак · g2 білий пішак · e1 біла тура | e8 чорний хрестик · a7 чорний пішак · b7 чорний пішак · e7 чорний хрестик · f7 чорний пішак · g7 чорний пішак · h7 чорний пішак · e6 чорний хрестик · d5 чорний пішак · e5 чорний хрестик · e4 чорний хрестик · c3 білий пішак · e3 чорний хрестик · h3 білий пішак · a2 білий пішак · b2 білий пішак · e2 чорний хрестик · f2 білий пішак · g2 білий пішак · e1 біла тура | e8 чорний хрестик · a7 чорний пішак · b7 чорний пішак · e7 чорний хрестик · f7 чорний пішак · g7 чорний пішак · h7 чорний пішак · e6 чорний хрестик · d5 чорний пішак · e5 чорний хрестик · e4 чорний хрестик · c3 білий пішак · e3 чорний хрестик · h3 білий пішак · a2 білий пішак · b2 білий пішак · e2 чорний хрестик · f2 білий пішак · g2 білий пішак · e1 біла тура | e8 чорний хрестик · a7 чорний пішак · b7 чорний пішак · e7 чорний хрестик · f7 чорний пішак · g7 чорний пішак · h7 чорний пішак · e6 чорний хрестик · d5 чорний пішак · e5 чорний хрестик · e4 чорний хрестик · c3 білий пішак · e3 чорний хрестик · h3 білий пішак · a2 білий пішак · b2 білий пішак · e2 чорний хрестик · f2 білий пішак · g2 білий пішак · e1 біла тура | e8 чорний хрестик · a7 чорний пішак · b7 чорний пішак · e7 чорний хрестик · f7 чорний пішак · g7 чорний пішак · h7 чорний пішак · e6 чорний хрестик · d5 чорний пішак · e5 чорний хрестик · e4 чорний хрестик · c3 білий пішак · e3 чорний хрестик · h3 білий пішак · a2 білий пішак · b2 білий пішак · e2 чорний хрестик · f2 білий пішак · g2 білий пішак · e1 біла тура | 2 |
| 1 | e8 чорний хрестик · a7 чорний пішак · b7 чорний пішак · e7 чорний хрестик · f7 чорний пішак · g7 чорний пішак · h7 чорний пішак · e6 чорний хрестик · d5 чорний пішак · e5 чорний хрестик · e4 чорний хрестик · c3 білий пішак · e3 чорний хрестик · h3 білий пішак · a2 білий пішак · b2 білий пішак · e2 чорний хрестик · f2 білий пішак · g2 білий пішак · e1 біла тура | e8 чорний хрестик · a7 чорний пішак · b7 чорний пішак · e7 чорний хрестик · f7 чорний пішак · g7 чорний пішак · h7 чорний пішак · e6 чорний хрестик · d5 чорний пішак · e5 чорний хрестик · e4 чорний хрестик · c3 білий пішак · e3 чорний хрестик · h3 білий пішак · a2 білий пішак · b2 білий пішак · e2 чорний хрестик · f2 білий пішак · g2 білий пішак · e1 біла тура | e8 чорний хрестик · a7 чорний пішак · b7 чорний пішак · e7 чорний хрестик · f7 чорний пішак · g7 чорний пішак · h7 чорний пішак · e6 чорний хрестик · d5 чорний пішак · e5 чорний хрестик · e4 чорний хрестик · c3 білий пішак · e3 чорний хрестик · h3 білий пішак · a2 білий пішак · b2 білий пішак · e2 чорний хрестик · f2 білий пішак · g2 білий пішак · e1 біла тура | e8 чорний хрестик · a7 чорний пішак · b7 чорний пішак · e7 чорний хрестик · f7 чорний пішак · g7 чорний пішак · h7 чорний пішак · e6 чорний хрестик · d5 чорний пішак · e5 чорний хрестик · e4 чорний хрестик · c3 білий пішак · e3 чорний хрестик · h3 білий пішак · a2 білий пішак · b2 білий пішак · e2 чорний хрестик · f2 білий пішак · g2 білий пішак · e1 біла тура | e8 чорний хрестик · a7 чорний пішак · b7 чорний пішак · e7 чорний хрестик · f7 чорний пішак · g7 чорний пішак · h7 чорний пішак · e6 чорний хрестик · d5 чорний пішак · e5 чорний хрестик · e4 чорний хрестик · c3 білий пішак · e3 чорний хрестик · h3 білий пішак · a2 білий пішак · b2 білий пішак · e2 чорний хрестик · f2 білий пішак · g2 білий пішак · e1 біла тура | e8 чорний хрестик · a7 чорний пішак · b7 чорний пішак · e7 чорний хрестик · f7 чорний пішак · g7 чорний пішак · h7 чорний пішак · e6 чорний хрестик · d5 чорний пішак · e5 чорний хрестик · e4 чорний хрестик · c3 білий пішак · e3 чорний хрестик · h3 білий пішак · a2 білий пішак · b2 білий пішак · e2 чорний хрестик · f2 білий пішак · g2 білий пішак · e1 біла тура | e8 чорний хрестик · a7 чорний пішак · b7 чорний пішак · e7 чорний хрестик · f7 чорний пішак · g7 чорний пішак · h7 чорний пішак · e6 чорний хрестик · d5 чорний пішак · e5 чорний хрестик · e4 чорний хрестик · c3 білий пішак · e3 чорний хрестик · h3 білий пішак · a2 білий пішак · b2 білий пішак · e2 чорний хрестик · f2 білий пішак · g2 білий пішак · e1 біла тура | e8 чорний хрестик · a7 чорний пішак · b7 чорний пішак · e7 чорний хрестик · f7 чорний пішак · g7 чорний пішак · h7 чорний пішак · e6 чорний хрестик · d5 чорний пішак · e5 чорний хрестик · e4 чорний хрестик · c3 білий пішак · e3 чорний хрестик · h3 білий пішак · a2 білий пішак · b2 білий пішак · e2 чорний хрестик · f2 білий пішак · g2 білий пішак · e1 біла тура | 1 |
|   | a | b | c | d | e | f | g | h |   |

|   | a                                                                | b                                                                | c                                                                | d                                                                | e                                                                | f                                                                | g                                                                | h                                                                |   |
| 8 | b8 біла тура · g8 чорний король · d7 біла тура · e2 білий король | b8 біла тура · g8 чорний король · d7 біла тура · e2 білий король | b8 біла тура · g8 чорний король · d7 біла тура · e2 білий король | b8 біла тура · g8 чорний король · d7 біла тура · e2 білий король | b8 біла тура · g8 чорний король · d7 біла тура · e2 білий король | b8 біла тура · g8 чорний король · d7 біла тура · e2 білий король | b8 біла тура · g8 чорний король · d7 біла тура · e2 білий король | b8 біла тура · g8 чорний король · d7 біла тура · e2 білий король | 8 |
| 7 | b8 біла тура · g8 чорний король · d7 біла тура · e2 білий король | b8 біла тура · g8 чорний король · d7 біла тура · e2 білий король | b8 біла тура · g8 чорний король · d7 біла тура · e2 білий король | b8 біла тура · g8 чорний король · d7 біла тура · e2 білий король | b8 біла тура · g8 чорний король · d7 біла тура · e2 білий король | b8 біла тура · g8 чорний король · d7 біла тура · e2 білий король | b8 біла тура · g8 чорний король · d7 біла тура · e2 білий король | b8 біла тура · g8 чорний король · d7 біла тура · e2 білий король | 7 |
| 6 | b8 біла тура · g8 чорний король · d7 біла тура · e2 білий король | b8 біла тура · g8 чорний король · d7 біла тура · e2 білий король | b8 біла тура · g8 чорний король · d7 біла тура · e2 білий король | b8 біла тура · g8 чорний король · d7 біла тура · e2 білий король | b8 біла тура · g8 чорний король · d7 біла тура · e2 білий король | b8 біла тура · g8 чорний король · d7 біла тура · e2 білий король | b8 біла тура · g8 чорний король · d7 біла тура · e2 білий король | b8 біла тура · g8 чорний король · d7 біла тура · e2 білий король | 6 |
| 5 | b8 біла тура · g8 чорний король · d7 біла тура · e2 білий король | b8 біла тура · g8 чорний король · d7 біла тура · e2 білий король | b8 біла тура · g8 чорний король · d7 біла тура · e2 білий король | b8 біла тура · g8 чорний король · d7 біла тура · e2 білий король | b8 біла тура · g8 чорний король · d7 біла тура · e2 білий король | b8 біла тура · g8 чорний король · d7 біла тура · e2 білий король | b8 біла тура · g8 чорний король · d7 біла тура · e2 білий король | b8 біла тура · g8 чорний король · d7 біла тура · e2 білий король | 5 |
| 4 | b8 біла тура · g8 чорний король · d7 біла тура · e2 білий король | b8 біла тура · g8 чорний король · d7 біла тура · e2 білий король | b8 біла тура · g8 чорний король · d7 біла тура · e2 білий король | b8 біла тура · g8 чорний король · d7 біла тура · e2 білий король | b8 біла тура · g8 чорний король · d7 біла тура · e2 білий король | b8 біла тура · g8 чорний король · d7 біла тура · e2 білий король | b8 біла тура · g8 чорний король · d7 біла тура · e2 білий король | b8 біла тура · g8 чорний король · d7 біла тура · e2 білий король | 4 |
| 3 | b8 біла тура · g8 чорний король · d7 біла тура · e2 білий король | b8 біла тура · g8 чорний король · d7 біла тура · e2 білий король | b8 біла тура · g8 чорний король · d7 біла тура · e2 білий король | b8 біла тура · g8 чорний король · d7 біла тура · e2 білий король | b8 біла тура · g8 чорний король · d7 біла тура · e2 білий король | b8 біла тура · g8 чорний король · d7 біла тура · e2 білий король | b8 біла тура · g8 чорний король · d7 біла тура · e2 білий король | b8 біла тура · g8 чорний король · d7 біла тура · e2 білий король | 3 |
| 2 | b8 біла тура · g8 чорний король · d7 біла тура · e2 білий король | b8 біла тура · g8 чорний король · d7 біла тура · e2 білий король | b8 біла тура · g8 чорний король · d7 біла тура · e2 білий король | b8 біла тура · g8 чорний король · d7 біла тура · e2 білий король | b8 біла тура · g8 чорний король · d7 біла тура · e2 білий король | b8 біла тура · g8 чорний король · d7 біла тура · e2 білий король | b8 біла тура · g8 чорний король · d7 біла тура · e2 білий король | b8 біла тура · g8 чорний король · d7 біла тура · e2 білий король | 2 |
| 1 | b8 біла тура · g8 чорний король · d7 біла тура · e2 білий король | b8 біла тура · g8 чорний король · d7 біла тура · e2 білий король | b8 біла тура · g8 чорний король · d7 біла тура · e2 білий король | b8 біла тура · g8 чорний король · d7 біла тура · e2 білий король | b8 біла тура · g8 чорний король · d7 біла тура · e2 білий король | b8 біла тура · g8 чорний король · d7 біла тура · e2 білий король | b8 біла тура · g8 чорний король · d7 біла тура · e2 білий король | b8 біла тура · g8 чорний король · d7 біла тура · e2 білий король | 1 |
|   | a                                                                | b                                                                | c                                                                | d                                                                | e                                                                | f                                                                | g                                                                | h                                                                |   |

|   | a                                                 | b                                                 | c                                                 | d                                                 | e                                                 | f                                                 | g                                                 | h                                                 |   |
| 8 | b8 біла тура · g8 чорний король · g6 білий король | b8 біла тура · g8 чорний король · g6 білий король | b8 біла тура · g8 чорний король · g6 білий король | b8 біла тура · g8 чорний король · g6 білий король | b8 біла тура · g8 чорний король · g6 білий король | b8 біла тура · g8 чорний король · g6 білий король | b8 біла тура · g8 чорний король · g6 білий король | b8 біла тура · g8 чорний король · g6 білий король | 8 |
| 7 | b8 біла тура · g8 чорний король · g6 білий король | b8 біла тура · g8 чорний король · g6 білий король | b8 біла тура · g8 чорний король · g6 білий король | b8 біла тура · g8 чорний король · g6 білий король | b8 біла тура · g8 чорний король · g6 білий король | b8 біла тура · g8 чорний король · g6 білий король | b8 біла тура · g8 чорний король · g6 білий король | b8 біла тура · g8 чорний король · g6 білий король | 7 |
| 6 | b8 біла тура · g8 чорний король · g6 білий король | b8 біла тура · g8 чорний король · g6 білий король | b8 біла тура · g8 чорний король · g6 білий король | b8 біла тура · g8 чорний король · g6 білий король | b8 біла тура · g8 чорний король · g6 білий король | b8 біла тура · g8 чорний король · g6 білий король | b8 біла тура · g8 чорний король · g6 білий король | b8 біла тура · g8 чорний король · g6 білий король | 6 |
| 5 | b8 біла тура · g8 чорний король · g6 білий король | b8 біла тура · g8 чорний король · g6 білий король | b8 біла тура · g8 чорний король · g6 білий король | b8 біла тура · g8 чорний король · g6 білий король | b8 біла тура · g8 чорний король · g6 білий король | b8 біла тура · g8 чорний король · g6 білий король | b8 біла тура · g8 чорний король · g6 білий король | b8 біла тура · g8 чорний король · g6 білий король | 5 |
| 4 | b8 біла тура · g8 чорний король · g6 білий король | b8 біла тура · g8 чорний король · g6 білий король | b8 біла тура · g8 чорний король · g6 білий король | b8 біла тура · g8 чорний король · g6 білий король | b8 біла тура · g8 чорний король · g6 білий король | b8 біла тура · g8 чорний король · g6 білий король | b8 біла тура · g8 чорний король · g6 білий король | b8 біла тура · g8 чорний король · g6 білий король | 4 |
| 3 | b8 біла тура · g8 чорний король · g6 білий король | b8 біла тура · g8 чорний король · g6 білий король | b8 біла тура · g8 чорний король · g6 білий король | b8 біла тура · g8 чорний король · g6 білий король | b8 біла тура · g8 чорний король · g6 білий король | b8 біла тура · g8 чорний король · g6 білий король | b8 біла тура · g8 чорний король · g6 білий король | b8 біла тура · g8 чорний король · g6 білий король | 3 |
| 2 | b8 біла тура · g8 чорний король · g6 білий король | b8 біла тура · g8 чорний король · g6 білий король | b8 біла тура · g8 чорний король · g6 білий король | b8 біла тура · g8 чорний король · g6 білий король | b8 біла тура · g8 чорний король · g6 білий король | b8 біла тура · g8 чорний король · g6 білий король | b8 біла тура · g8 чорний король · g6 білий король | b8 біла тура · g8 чорний король · g6 білий король | 2 |
| 1 | b8 біла тура · g8 чорний король · g6 білий король | b8 біла тура · g8 чорний король · g6 білий король | b8 біла тура · g8 чорний король · g6 білий король | b8 біла тура · g8 чорний король · g6 білий король | b8 біла тура · g8 чорний король · g6 білий король | b8 біла тура · g8 чорний король · g6 білий король | b8 біла тура · g8 чорний король · g6 білий король | b8 біла тура · g8 чорний король · g6 білий король | 1 |
|   | a                                                 | b                                                 | c                                                 | d                                                 | e                                                 | f                                                 | g                                                 | h                                                 |   |

|   | a | b | c | d | e | f | g | h |   |
| 8 | g8 чорний король · f7 чорний пішак · g7 чорний пішак · h7 чорний пішак · g5 біла тура · f2 білий пішак · g2 білий пішак · h2 білий пішак · b1 чорна тура · g1 білий король | g8 чорний король · f7 чорний пішак · g7 чорний пішак · h7 чорний пішак · g5 біла тура · f2 білий пішак · g2 білий пішак · h2 білий пішак · b1 чорна тура · g1 білий король | g8 чорний король · f7 чорний пішак · g7 чорний пішак · h7 чорний пішак · g5 біла тура · f2 білий пішак · g2 білий пішак · h2 білий пішак · b1 чорна тура · g1 білий король | g8 чорний король · f7 чорний пішак · g7 чорний пішак · h7 чорний пішак · g5 біла тура · f2 білий пішак · g2 білий пішак · h2 білий пішак · b1 чорна тура · g1 білий король | g8 чорний король · f7 чорний пішак · g7 чорний пішак · h7 чорний пішак · g5 біла тура · f2 білий пішак · g2 білий пішак · h2 білий пішак · b1 чорна тура · g1 білий король | g8 чорний король · f7 чорний пішак · g7 чорний пішак · h7 чорний пішак · g5 біла тура · f2 білий пішак · g2 білий пішак · h2 білий пішак · b1 чорна тура · g1 білий король | g8 чорний король · f7 чорний пішак · g7 чорний пішак · h7 чорний пішак · g5 біла тура · f2 білий пішак · g2 білий пішак · h2 білий пішак · b1 чорна тура · g1 білий король | g8 чорний король · f7 чорний пішак · g7 чорний пішак · h7 чорний пішак · g5 біла тура · f2 білий пішак · g2 білий пішак · h2 білий пішак · b1 чорна тура · g1 білий король | 8 |
| 7 | g8 чорний король · f7 чорний пішак · g7 чорний пішак · h7 чорний пішак · g5 біла тура · f2 білий пішак · g2 білий пішак · h2 білий пішак · b1 чорна тура · g1 білий король | g8 чорний король · f7 чорний пішак · g7 чорний пішак · h7 чорний пішак · g5 біла тура · f2 білий пішак · g2 білий пішак · h2 білий пішак · b1 чорна тура · g1 білий король | g8 чорний король · f7 чорний пішак · g7 чорний пішак · h7 чорний пішак · g5 біла тура · f2 білий пішак · g2 білий пішак · h2 білий пішак · b1 чорна тура · g1 білий король | g8 чорний король · f7 чорний пішак · g7 чорний пішак · h7 чорний пішак · g5 біла тура · f2 білий пішак · g2 білий пішак · h2 білий пішак · b1 чорна тура · g1 білий король | g8 чорний король · f7 чорний пішак · g7 чорний пішак · h7 чорний пішак · g5 біла тура · f2 білий пішак · g2 білий пішак · h2 білий пішак · b1 чорна тура · g1 білий король | g8 чорний король · f7 чорний пішак · g7 чорний пішак · h7 чорний пішак · g5 біла тура · f2 білий пішак · g2 білий пішак · h2 білий пішак · b1 чорна тура · g1 білий король | g8 чорний король · f7 чорний пішак · g7 чорний пішак · h7 чорний пішак · g5 біла тура · f2 білий пішак · g2 білий пішак · h2 білий пішак · b1 чорна тура · g1 білий король | g8 чорний король · f7 чорний пішак · g7 чорний пішак · h7 чорний пішак · g5 біла тура · f2 білий пішак · g2 білий пішак · h2 білий пішак · b1 чорна тура · g1 білий король | 7 |
| 6 | g8 чорний король · f7 чорний пішак · g7 чорний пішак · h7 чорний пішак · g5 біла тура · f2 білий пішак · g2 білий пішак · h2 білий пішак · b1 чорна тура · g1 білий король | g8 чорний король · f7 чорний пішак · g7 чорний пішак · h7 чорний пішак · g5 біла тура · f2 білий пішак · g2 білий пішак · h2 білий пішак · b1 чорна тура · g1 білий король | g8 чорний король · f7 чорний пішак · g7 чорний пішак · h7 чорний пішак · g5 біла тура · f2 білий пішак · g2 білий пішак · h2 білий пішак · b1 чорна тура · g1 білий король | g8 чорний король · f7 чорний пішак · g7 чорний пішак · h7 чорний пішак · g5 біла тура · f2 білий пішак · g2 білий пішак · h2 білий пішак · b1 чорна тура · g1 білий король | g8 чорний король · f7 чорний пішак · g7 чорний пішак · h7 чорний пішак · g5 біла тура · f2 білий пішак · g2 білий пішак · h2 білий пішак · b1 чорна тура · g1 білий король | g8 чорний король · f7 чорний пішак · g7 чорний пішак · h7 чорний пішак · g5 біла тура · f2 білий пішак · g2 білий пішак · h2 білий пішак · b1 чорна тура · g1 білий король | g8 чорний король · f7 чорний пішак · g7 чорний пішак · h7 чорний пішак · g5 біла тура · f2 білий пішак · g2 білий пішак · h2 білий пішак · b1 чорна тура · g1 білий король | g8 чорний король · f7 чорний пішак · g7 чорний пішак · h7 чорний пішак · g5 біла тура · f2 білий пішак · g2 білий пішак · h2 білий пішак · b1 чорна тура · g1 білий король | 6 |
| 5 | g8 чорний король · f7 чорний пішак · g7 чорний пішак · h7 чорний пішак · g5 біла тура · f2 білий пішак · g2 білий пішак · h2 білий пішак · b1 чорна тура · g1 білий король | g8 чорний король · f7 чорний пішак · g7 чорний пішак · h7 чорний пішак · g5 біла тура · f2 білий пішак · g2 білий пішак · h2 білий пішак · b1 чорна тура · g1 білий король | g8 чорний король · f7 чорний пішак · g7 чорний пішак · h7 чорний пішак · g5 біла тура · f2 білий пішак · g2 білий пішак · h2 білий пішак · b1 чорна тура · g1 білий король | g8 чорний король · f7 чорний пішак · g7 чорний пішак · h7 чорний пішак · g5 біла тура · f2 білий пішак · g2 білий пішак · h2 білий пішак · b1 чорна тура · g1 білий король | g8 чорний король · f7 чорний пішак · g7 чорний пішак · h7 чорний пішак · g5 біла тура · f2 білий пішак · g2 білий пішак · h2 білий пішак · b1 чорна тура · g1 білий король | g8 чорний король · f7 чорний пішак · g7 чорний пішак · h7 чорний пішак · g5 біла тура · f2 білий пішак · g2 білий пішак · h2 білий пішак · b1 чорна тура · g1 білий король | g8 чорний король · f7 чорний пішак · g7 чорний пішак · h7 чорний пішак · g5 біла тура · f2 білий пішак · g2 білий пішак · h2 білий пішак · b1 чорна тура · g1 білий король | g8 чорний король · f7 чорний пішак · g7 чорний пішак · h7 чорний пішак · g5 біла тура · f2 білий пішак · g2 білий пішак · h2 білий пішак · b1 чорна тура · g1 білий король | 5 |
| 4 | g8 чорний король · f7 чорний пішак · g7 чорний пішак · h7 чорний пішак · g5 біла тура · f2 білий пішак · g2 білий пішак · h2 білий пішак · b1 чорна тура · g1 білий король | g8 чорний король · f7 чорний пішак · g7 чорний пішак · h7 чорний пішак · g5 біла тура · f2 білий пішак · g2 білий пішак · h2 білий пішак · b1 чорна тура · g1 білий король | g8 чорний король · f7 чорний пішак · g7 чорний пішак · h7 чорний пішак · g5 біла тура · f2 білий пішак · g2 білий пішак · h2 білий пішак · b1 чорна тура · g1 білий король | g8 чорний король · f7 чорний пішак · g7 чорний пішак · h7 чорний пішак · g5 біла тура · f2 білий пішак · g2 білий пішак · h2 білий пішак · b1 чорна тура · g1 білий король | g8 чорний король · f7 чорний пішак · g7 чорний пішак · h7 чорний пішак · g5 біла тура · f2 білий пішак · g2 білий пішак · h2 білий пішак · b1 чорна тура · g1 білий король | g8 чорний король · f7 чорний пішак · g7 чорний пішак · h7 чорний пішак · g5 біла тура · f2 білий пішак · g2 білий пішак · h2 білий пішак · b1 чорна тура · g1 білий король | g8 чорний король · f7 чорний пішак · g7 чорний пішак · h7 чорний пішак · g5 біла тура · f2 білий пішак · g2 білий пішак · h2 білий пішак · b1 чорна тура · g1 білий король | g8 чорний король · f7 чорний пішак · g7 чорний пішак · h7 чорний пішак · g5 біла тура · f2 білий пішак · g2 білий пішак · h2 білий пішак · b1 чорна тура · g1 білий король | 4 |
| 3 | g8 чорний король · f7 чорний пішак · g7 чорний пішак · h7 чорний пішак · g5 біла тура · f2 білий пішак · g2 білий пішак · h2 білий пішак · b1 чорна тура · g1 білий король | g8 чорний король · f7 чорний пішак · g7 чорний пішак · h7 чорний пішак · g5 біла тура · f2 білий пішак · g2 білий пішак · h2 білий пішак · b1 чорна тура · g1 білий король | g8 чорний король · f7 чорний пішак · g7 чорний пішак · h7 чорний пішак · g5 біла тура · f2 білий пішак · g2 білий пішак · h2 білий пішак · b1 чорна тура · g1 білий король | g8 чорний король · f7 чорний пішак · g7 чорний пішак · h7 чорний пішак · g5 біла тура · f2 білий пішак · g2 білий пішак · h2 білий пішак · b1 чорна тура · g1 білий король | g8 чорний король · f7 чорний пішак · g7 чорний пішак · h7 чорний пішак · g5 біла тура · f2 білий пішак · g2 білий пішак · h2 білий пішак · b1 чорна тура · g1 білий король | g8 чорний король · f7 чорний пішак · g7 чорний пішак · h7 чорний пішак · g5 біла тура · f2 білий пішак · g2 білий пішак · h2 білий пішак · b1 чорна тура · g1 білий король | g8 чорний король · f7 чорний пішак · g7 чорний пішак · h7 чорний пішак · g5 біла тура · f2 білий пішак · g2 білий пішак · h2 білий пішак · b1 чорна тура · g1 білий король | g8 чорний король · f7 чорний пішак · g7 чорний пішак · h7 чорний пішак · g5 біла тура · f2 білий пішак · g2 білий пішак · h2 білий пішак · b1 чорна тура · g1 білий король | 3 |
| 2 | g8 чорний король · f7 чорний пішак · g7 чорний пішак · h7 чорний пішак · g5 біла тура · f2 білий пішак · g2 білий пішак · h2 білий пішак · b1 чорна тура · g1 білий король | g8 чорний король · f7 чорний пішак · g7 чорний пішак · h7 чорний пішак · g5 біла тура · f2 білий пішак · g2 білий пішак · h2 білий пішак · b1 чорна тура · g1 білий король | g8 чорний король · f7 чорний пішак · g7 чорний пішак · h7 чорний пішак · g5 біла тура · f2 білий пішак · g2 білий пішак · h2 білий пішак · b1 чорна тура · g1 білий король | g8 чорний король · f7 чорний пішак · g7 чорний пішак · h7 чорний пішак · g5 біла тура · f2 білий пішак · g2 білий пішак · h2 білий пішак · b1 чорна тура · g1 білий король | g8 чорний король · f7 чорний пішак · g7 чорний пішак · h7 чорний пішак · g5 біла тура · f2 білий пішак · g2 білий пішак · h2 білий пішак · b1 чорна тура · g1 білий король | g8 чорний король · f7 чорний пішак · g7 чорний пішак · h7 чорний пішак · g5 біла тура · f2 білий пішак · g2 білий пішак · h2 білий пішак · b1 чорна тура · g1 білий король | g8 чорний король · f7 чорний пішак · g7 чорний пішак · h7 чорний пішак · g5 біла тура · f2 білий пішак · g2 білий пішак · h2 білий пішак · b1 чорна тура · g1 білий король | g8 чорний король · f7 чорний пішак · g7 чорний пішак · h7 чорний пішак · g5 біла тура · f2 білий пішак · g2 білий пішак · h2 білий пішак · b1 чорна тура · g1 білий король | 2 |
| 1 | g8 чорний король · f7 чорний пішак · g7 чорний пішак · h7 чорний пішак · g5 біла тура · f2 білий пішак · g2 білий пішак · h2 білий пішак · b1 чорна тура · g1 білий король | g8 чорний король · f7 чорний пішак · g7 чорний пішак · h7 чорний пішак · g5 біла тура · f2 білий пішак · g2 білий пішак · h2 білий пішак · b1 чорна тура · g1 білий король | g8 чорний король · f7 чорний пішак · g7 чорний пішак · h7 чорний пішак · g5 біла тура · f2 білий пішак · g2 білий пішак · h2 білий пішак · b1 чорна тура · g1 білий король | g8 чорний король · f7 чорний пішак · g7 чорний пішак · h7 чорний пішак · g5 біла тура · f2 білий пішак · g2 білий пішак · h2 білий пішак · b1 чорна тура · g1 білий король | g8 чорний король · f7 чорний пішак · g7 чорний пішак · h7 чорний пішак · g5 біла тура · f2 білий пішак · g2 білий пішак · h2 білий пішак · b1 чорна тура · g1 білий король | g8 чорний король · f7 чорний пішак · g7 чорний пішак · h7 чорний пішак · g5 біла тура · f2 білий пішак · g2 білий пішак · h2 білий пішак · b1 чорна тура · g1 білий король | g8 чорний король · f7 чорний пішак · g7 чорний пішак · h7 чорний пішак · g5 біла тура · f2 білий пішак · g2 білий пішак · h2 білий пішак · b1 чорна тура · g1 білий король | g8 чорний король · f7 чорний пішак · g7 чорний пішак · h7 чорний пішак · g5 біла тура · f2 білий пішак · g2 білий пішак · h2 білий пішак · b1 чорна тура · g1 білий король | 1 |
|   | a | b | c | d | e | f | g | h |   |

## Юнікод
Юнікод визначає два коди для тури:
♖ U+2656 Біла тура (HTML &#9814;)
♜ U+265C Чорна тура (HTML &#9820;)